# Parc national Los Glaciares
Pour les articles homonymes, voir Parc national de Glacier (homonymie).
Le parc national Los Glaciares est une aire protégée de 539 300 ha qui se situe dans la province de Santa Cruz, au sud-ouest de la Patagonie argentine, à la frontière chilienne. Ce parc englobe deux grands lacs d'origine glaciaire et quelques lacs plus réduits, ainsi que quelques montagnes mythiques, comme le Fitz Roy (ou Chaltén), de 3 405 m, et le Cerro Torre, de 3 102 m.

## Description

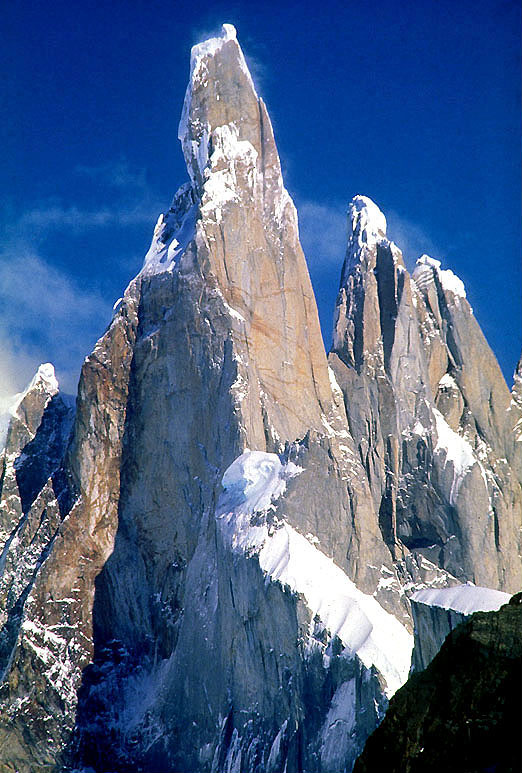
Vue impressionnante du Cerro Torre au sein du Parc national Los Glaciares.

Le nom du parc provient des nombreux glaciers qui aboutissent dans les lacs. Les plus connus sont : le glacier Perito Moreno, d'une incalculable valeur scénique il est facilement accessible en véhicule depuis El Calafate ; le glacier Upsala, le plus long et vaste de tous (1 000 km2) ; le glacier Spegazzini, accessible uniquement par voie lacustre, et les glaciers Mayo, Onelli et Agassiz, débouchant tous dans le lac Argentino. L'autre grand lac, le Viedma, reçoit le glacier Viedma, provenant, comme tous les autres grands glaciers du champ de glace Sud de Patagonie, d'environ 10 000 km2, ce qui en fait la plus vaste calotte glaciaire continentale du globe.
La plupart des grands glaciers impressionnants se trouvent surtout au niveau des différents bras (occidentaux) du lac Argentino. La particularité la plus remarquable du parc national sont ses champs de glace, qui occupent au total une superficie de pas moins de 2600 km² (ce qui implique que plus de 30% de la superficie du parc sont recouverts de glace). De ces champs de glace descendent quelque 47 glaciers principaux. Le plus connu de ces glaciers est le glacier Perito Moreno, qui s'étend sur et sous les eaux du bras sud du  lac Argentino, et ce sur un front de 5 kilomètres et qui domine le lac de sa hauteur de quelque 60 mètres.
Le glacier d'Upsala, situé au niveau du bras nord du même lac, est le glacier de taille la plus grande. Il affiche une longueur de 50 kilomètres et une largeur de presque 10 kilomètres. Et il y en a d'autres qui également se signalent par leur grande taille, comme le glacier Spegazzini, le glacier Seco, le glacier Onelli (situé dans la baie Onelli), etc.
Dans le secteur nord du parc se trouve le massif du Fitz Roy qui se signale par sa hauteur (3405 mètres) et par son aspect monumental avec des flancs très escarpés par où glissent des glaciers se dirigeant vers les cordons montagneux environnants.

### Un volcan sous la glace
Le glacier Viedma se situe dans la zone frontalière indéterminée entre l'Argentine et le Chili,. Après le glacier d'Upsala, il est le plus grand du parc national. Il plonge dans le lac Viedma au niveau de l'extrémité occidentale de ce dernier. Il se forme au sein du champ de glace Sud de Patagonie et court entre le cerro Huemul et le cerro Campana. 
Sous la glace se trouve le volcan Viedma dont la dernière éruption remonte à 1988.

## Flore et faune

### Flore
La flore du parc est étagée, les parties les plus basses étant recouvertes par le « bosque patagónico », la forêt patagonne, principalement constituée de Nothofagus, ou « faux-hêtre », représentés par le lenga (Nothofagus pumilio), le ñire (nothofagus antarctica), le guindo (Nothofagus betuloides). On peut voir également beaucoup d'arbustes comme le notro (Embothrium coccineum) ou ciruelillo et le calafate (Berberis darwinii), qui parfois éblouissent les visiteurs grâce à leurs belles fleurs fort colorées.
Notons aussi une espèce de merisier, le coihue (Nothofagus dombeyi). Les zones plus élevées, à partir de 1 100 m, sont couvertes par la steppe d'altitude, ou toundra, qui laissent place aux glaces et roches nues, dont les horns, au-dessus de 1 500 m.

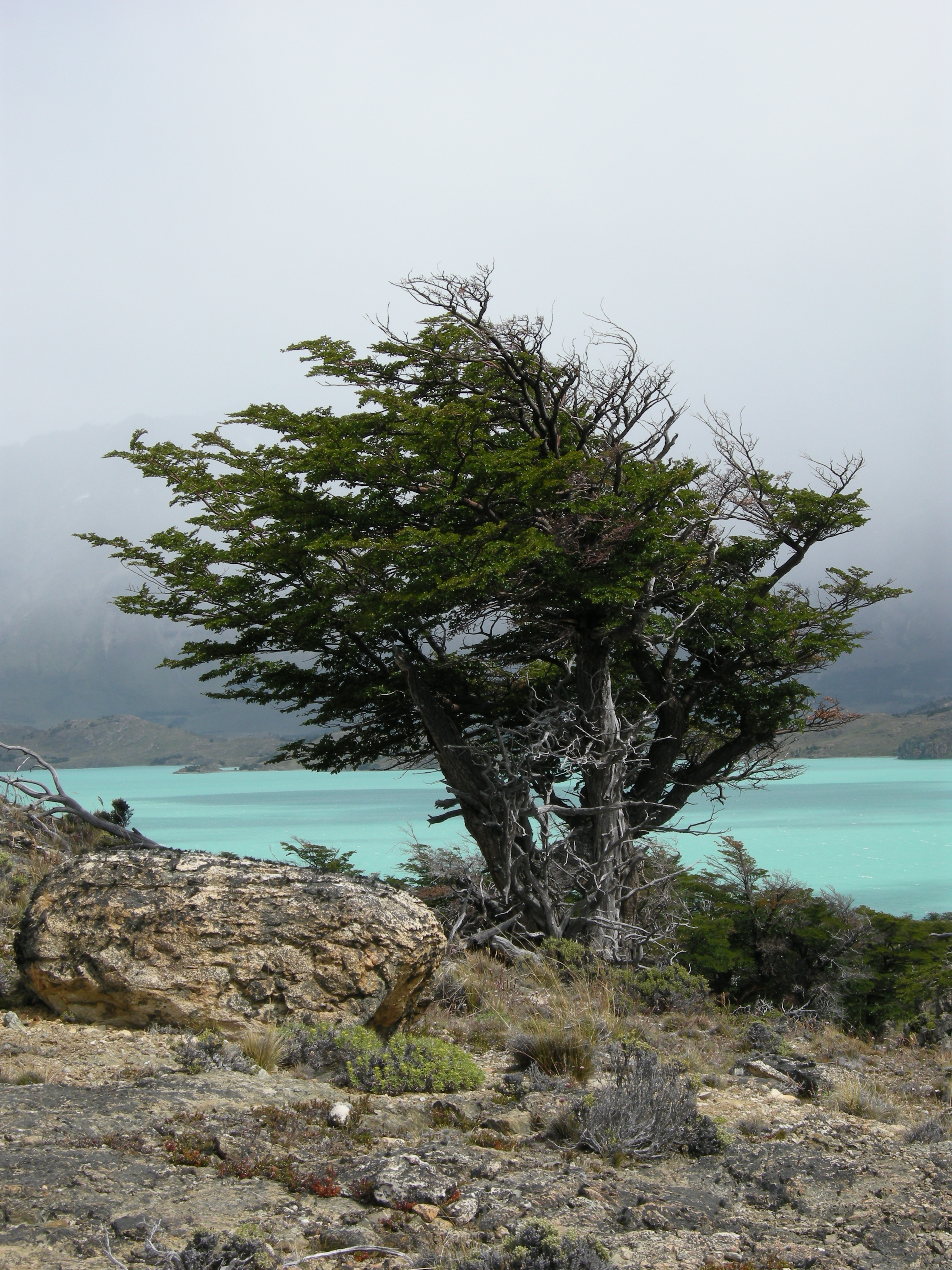
Nothofagus pumilio ou roble de Tierra del Fuego ou lenga.
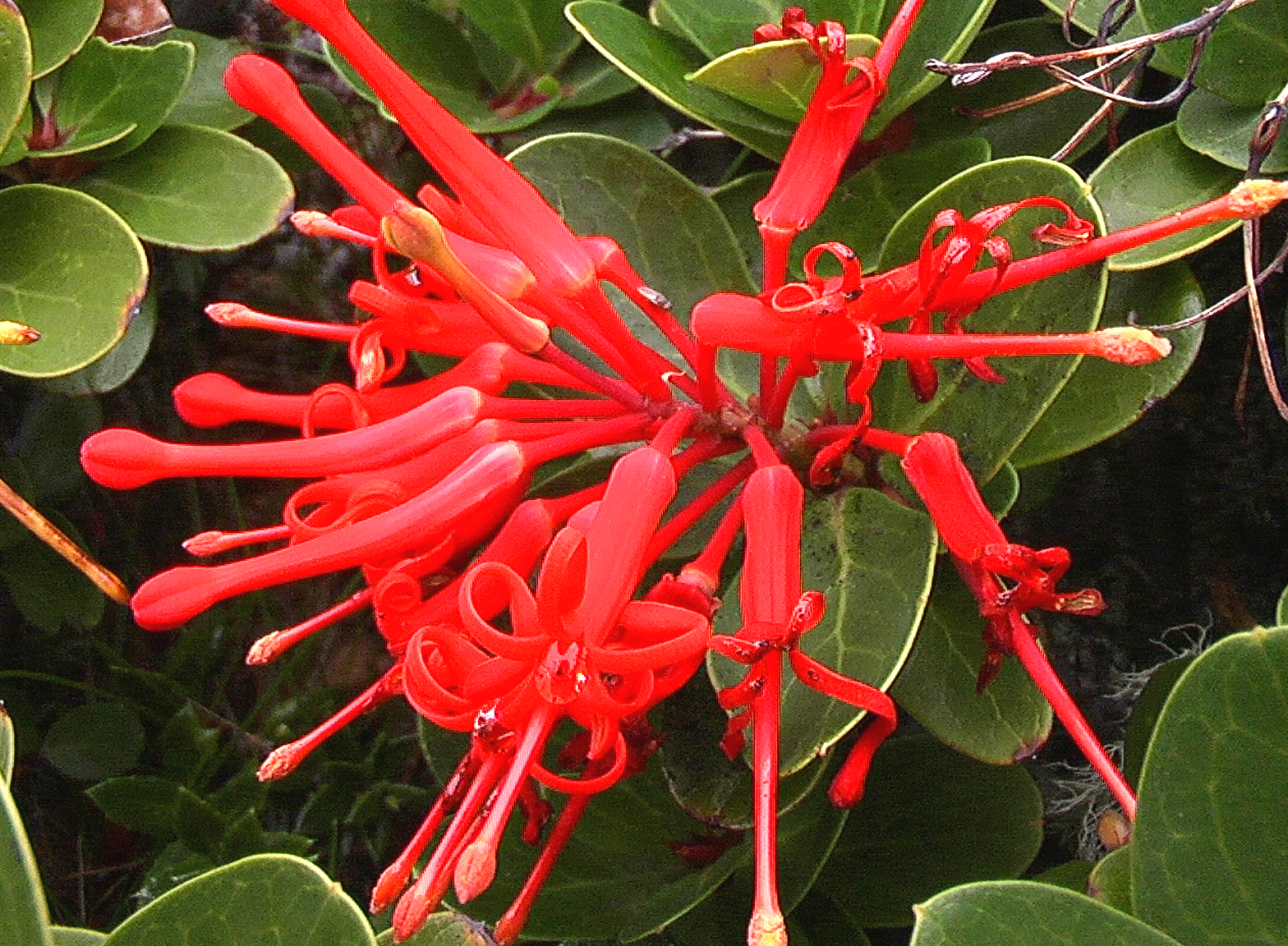
Fleur du Notro (Embothrium coccineum).
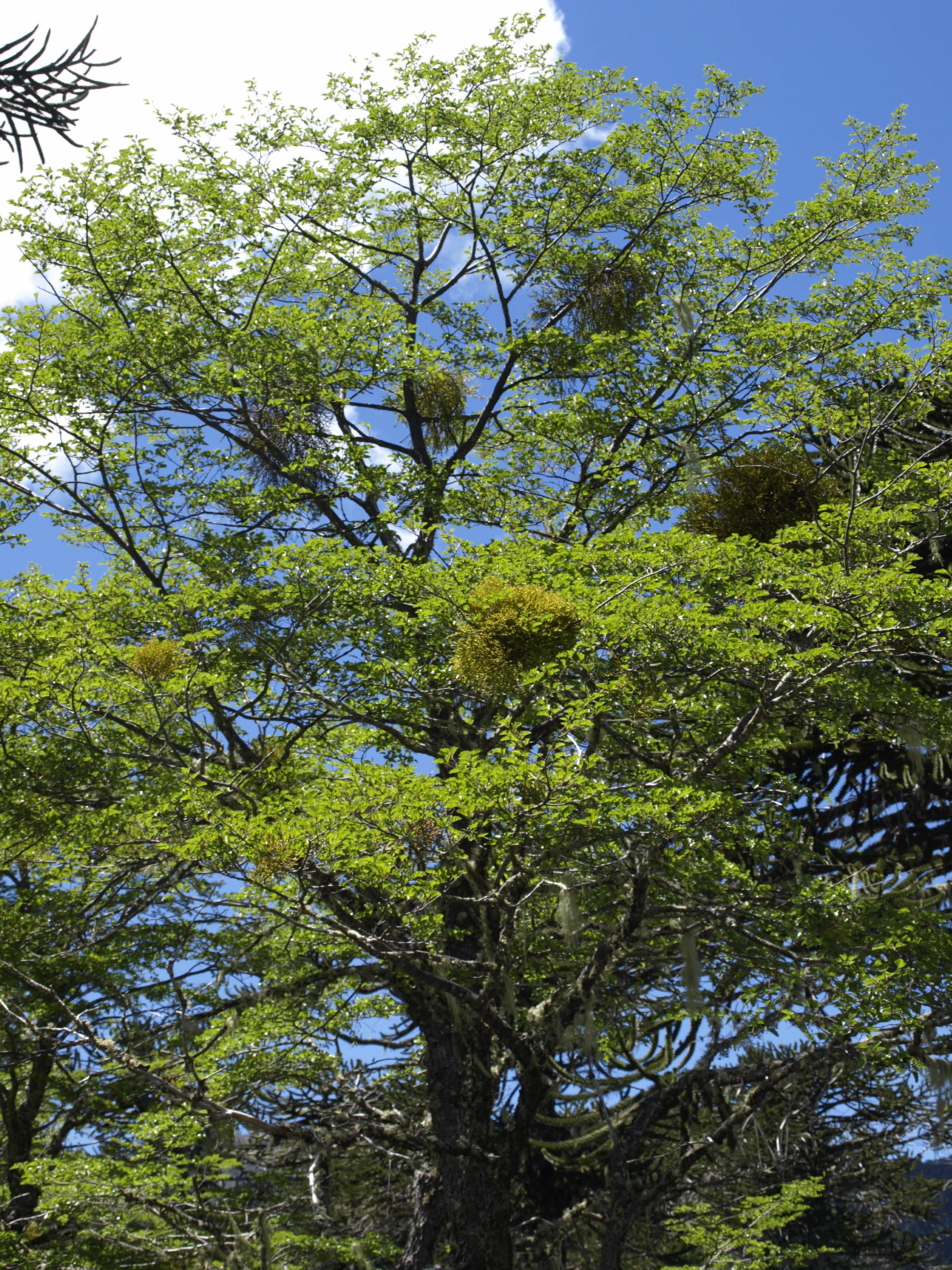
Nothofagus antarctica ou hêtre austral, ou localement ñire ou ñirre.

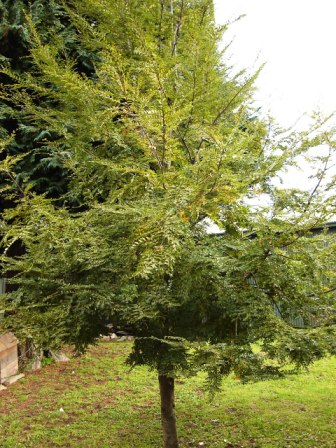
Coigüe ou Nothofagus dombeyi.
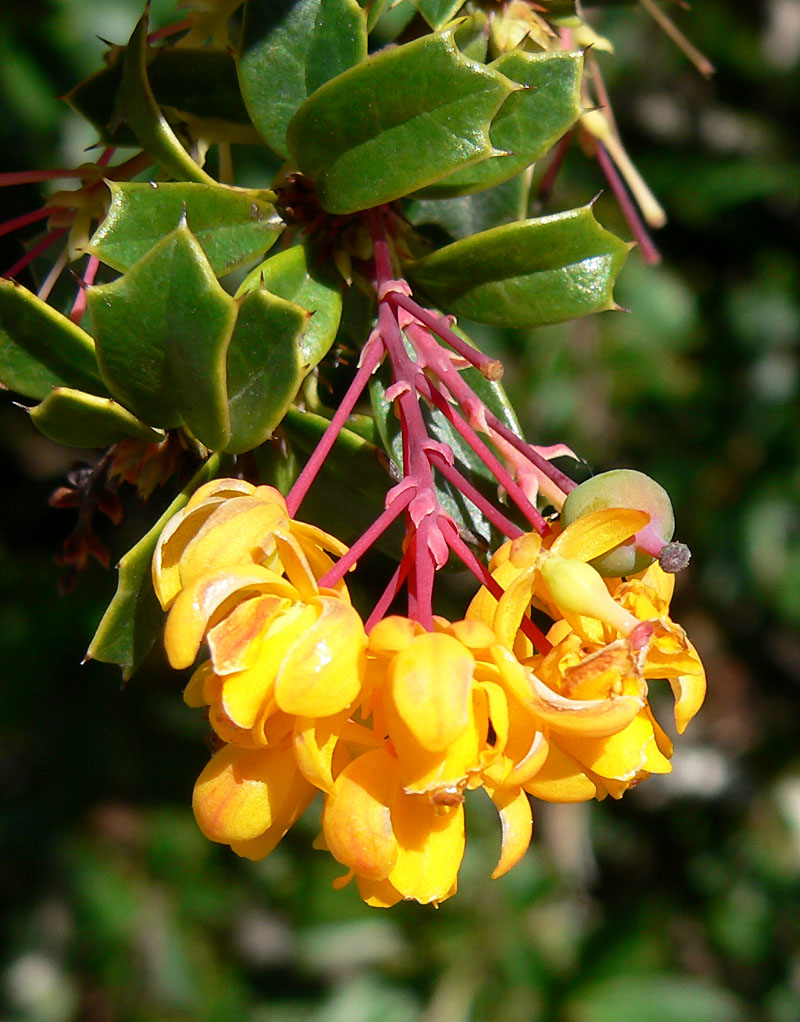
Michay ou calafate (Berberis darwinii), feuilles fleurs et fruits mûrissants.
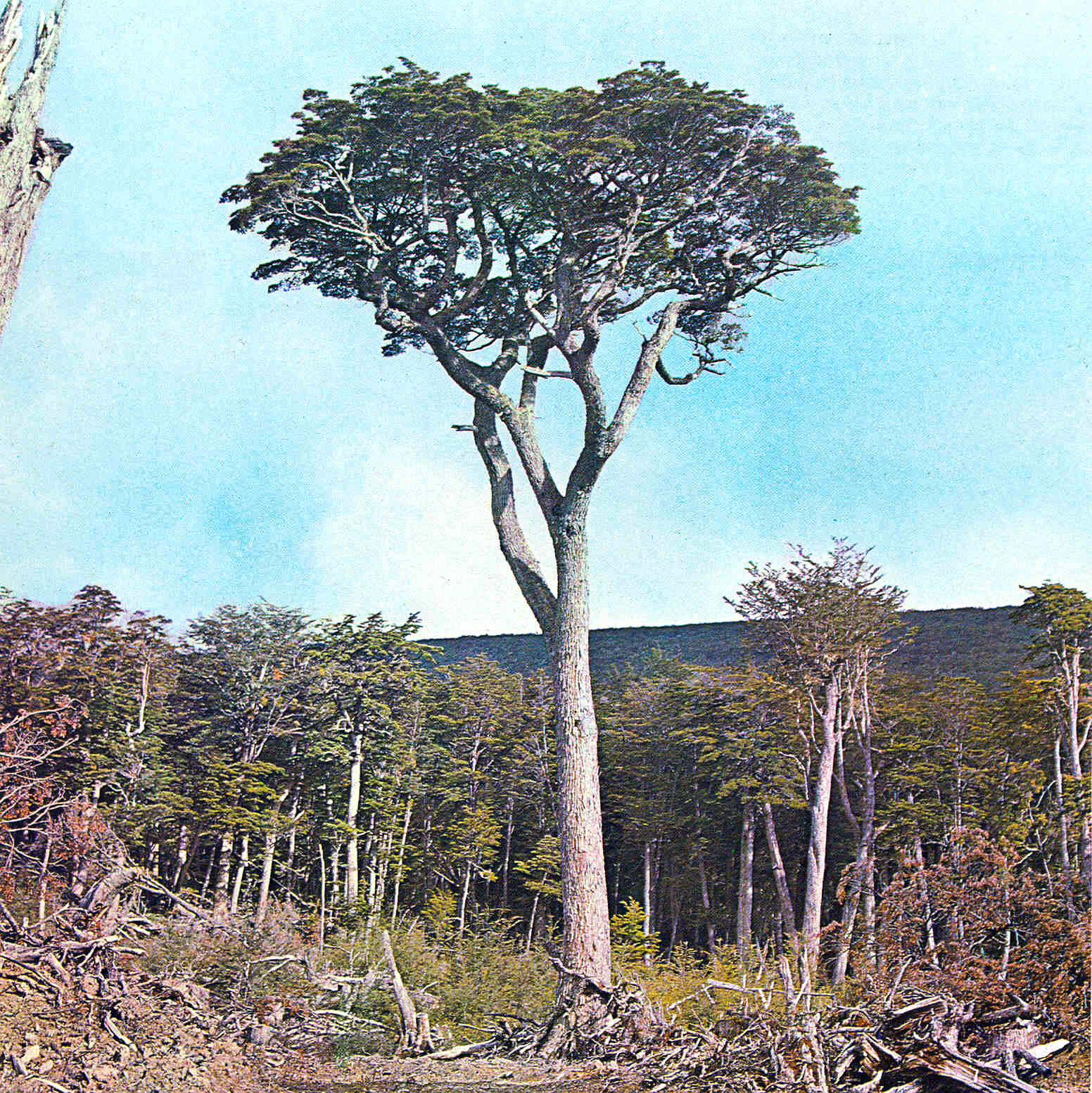
Le Nothofagus betuloides ou hêtre de Magellan pousse jusqu'à 500 mètres d'altitude. Il peut atteindre jusqu'à 25 mètres.

### Faune

#### Mammifères
Le huemul, cervidé d'Argentine, le guanaco, le chat des pampas (Leopardus colocolo), la belette de Patagonie (Lyncodon patagonicus), le renard gris (Lycalopex griseus), le renard de Magellan (Lycalopex culpaeus), le mara ou lièvre de Patagonie (Dolichotis patagonum), la moufette de Patagonie (Conepatus humboldtii) et le puma concolor sont les plus gros mammifères du parc.

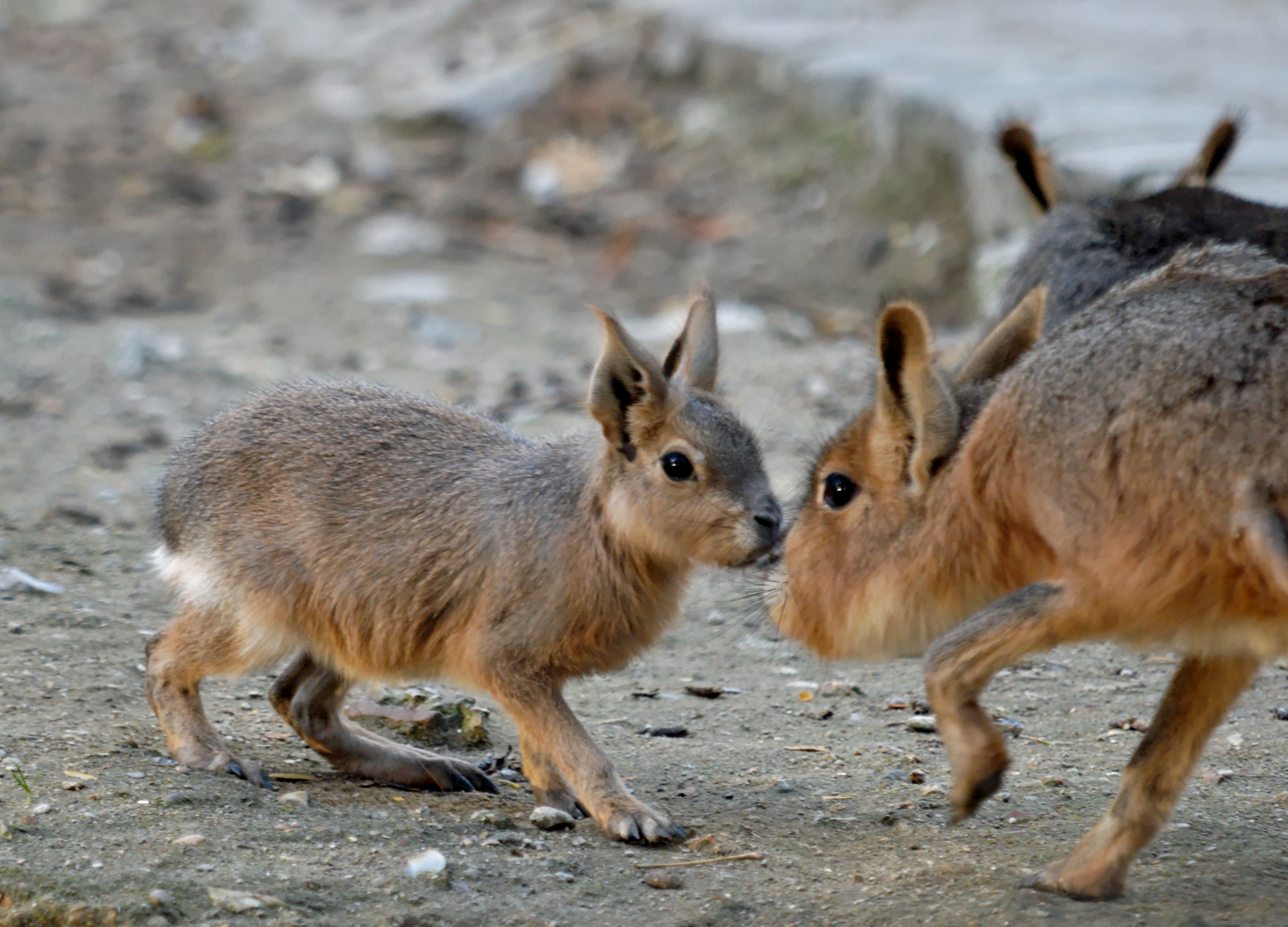
Deux jeunes maras ou lièvres de Patagonie (Dolichotis patagonum).
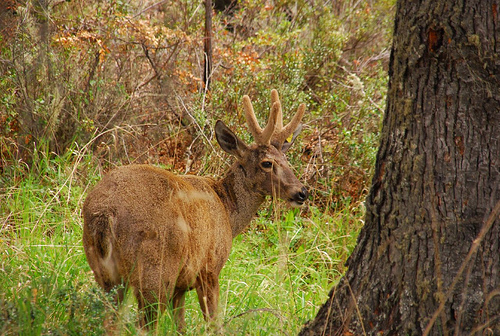
Huemul (Hippocamelus bisulcus)
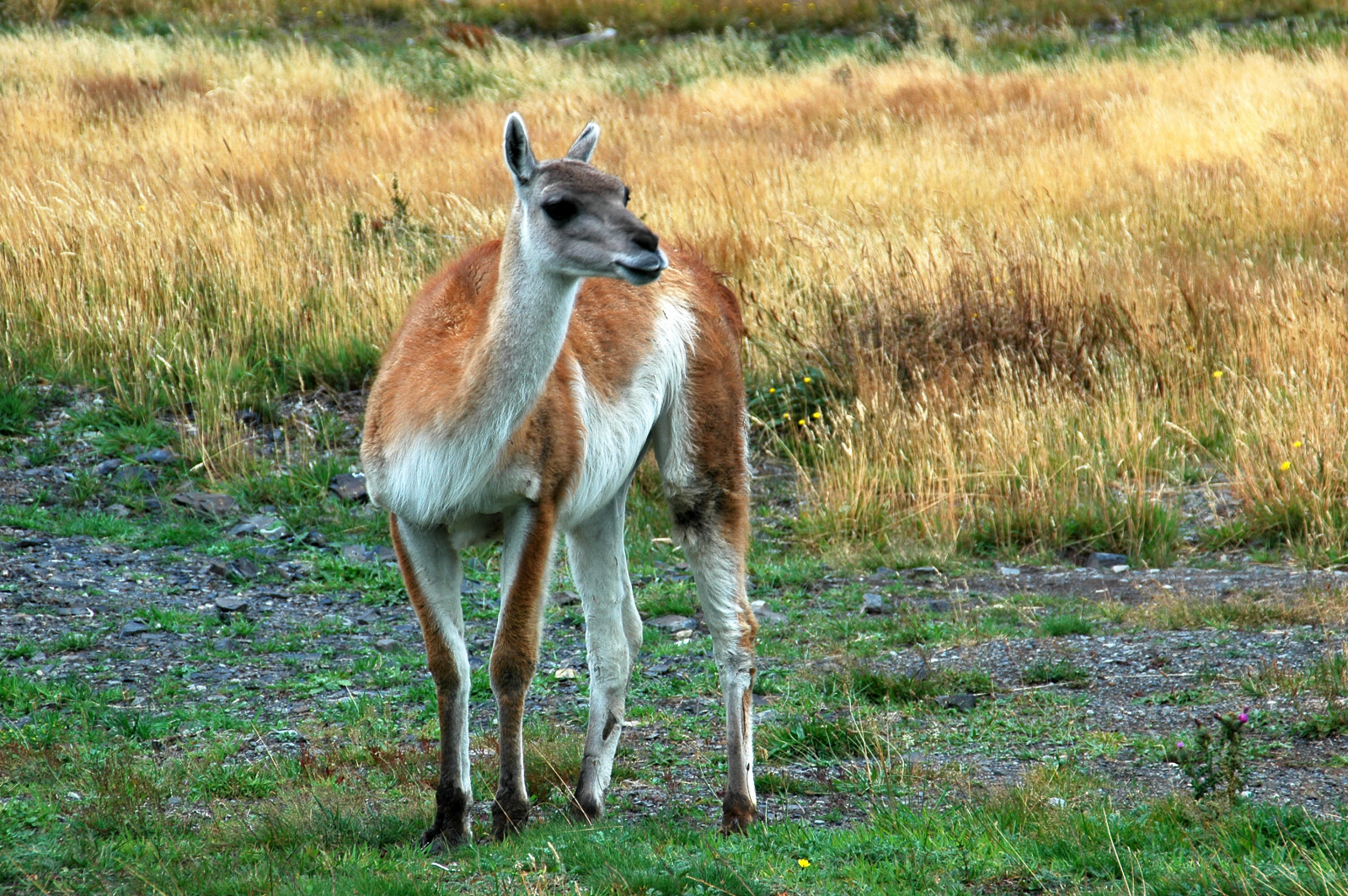
Guanaco (Lama guanicoe)
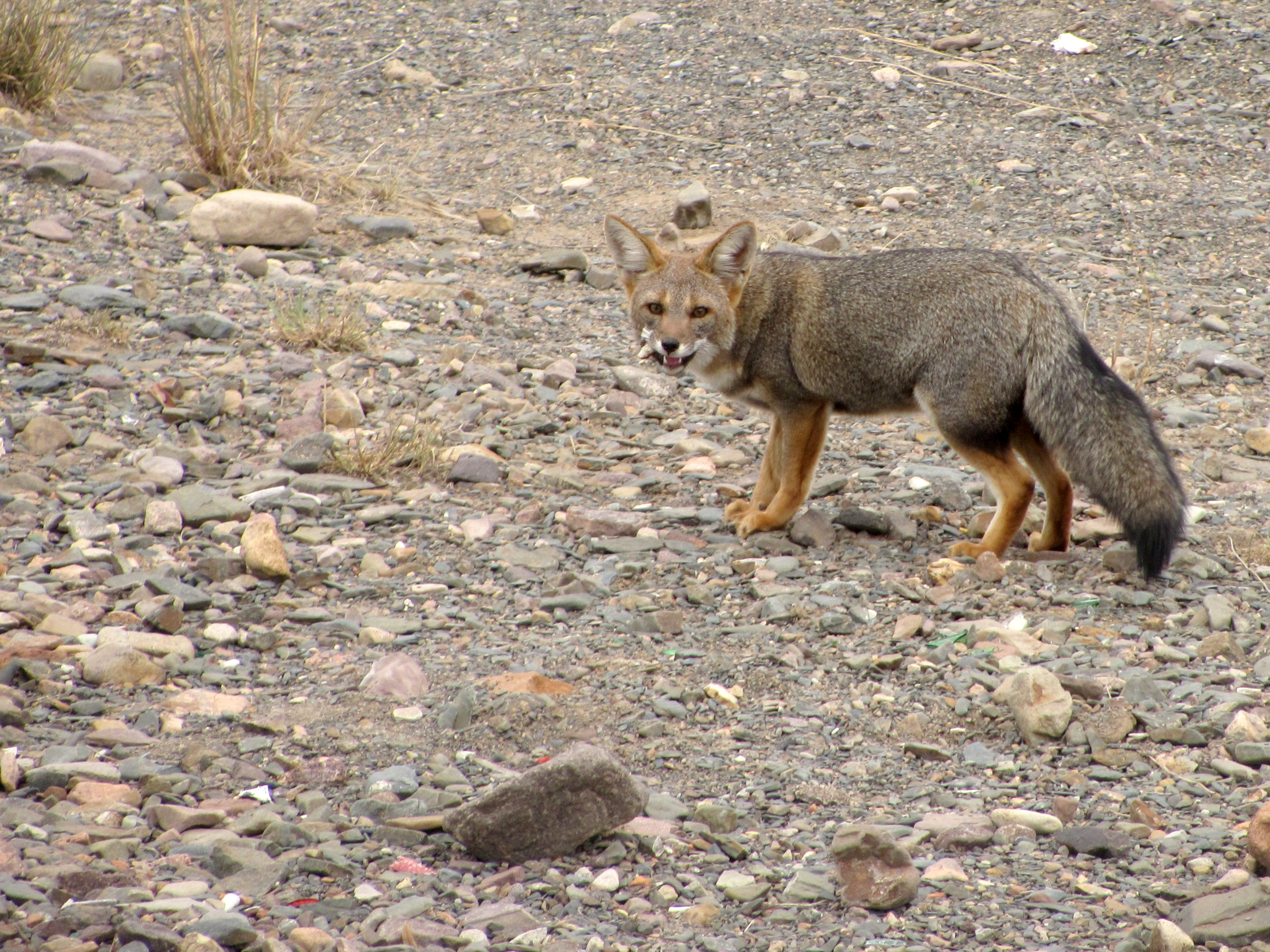
Renard gris d'Argentine (pseudalopex griseus). En Argentine, sa population avoisine les 60 000 individus[4].
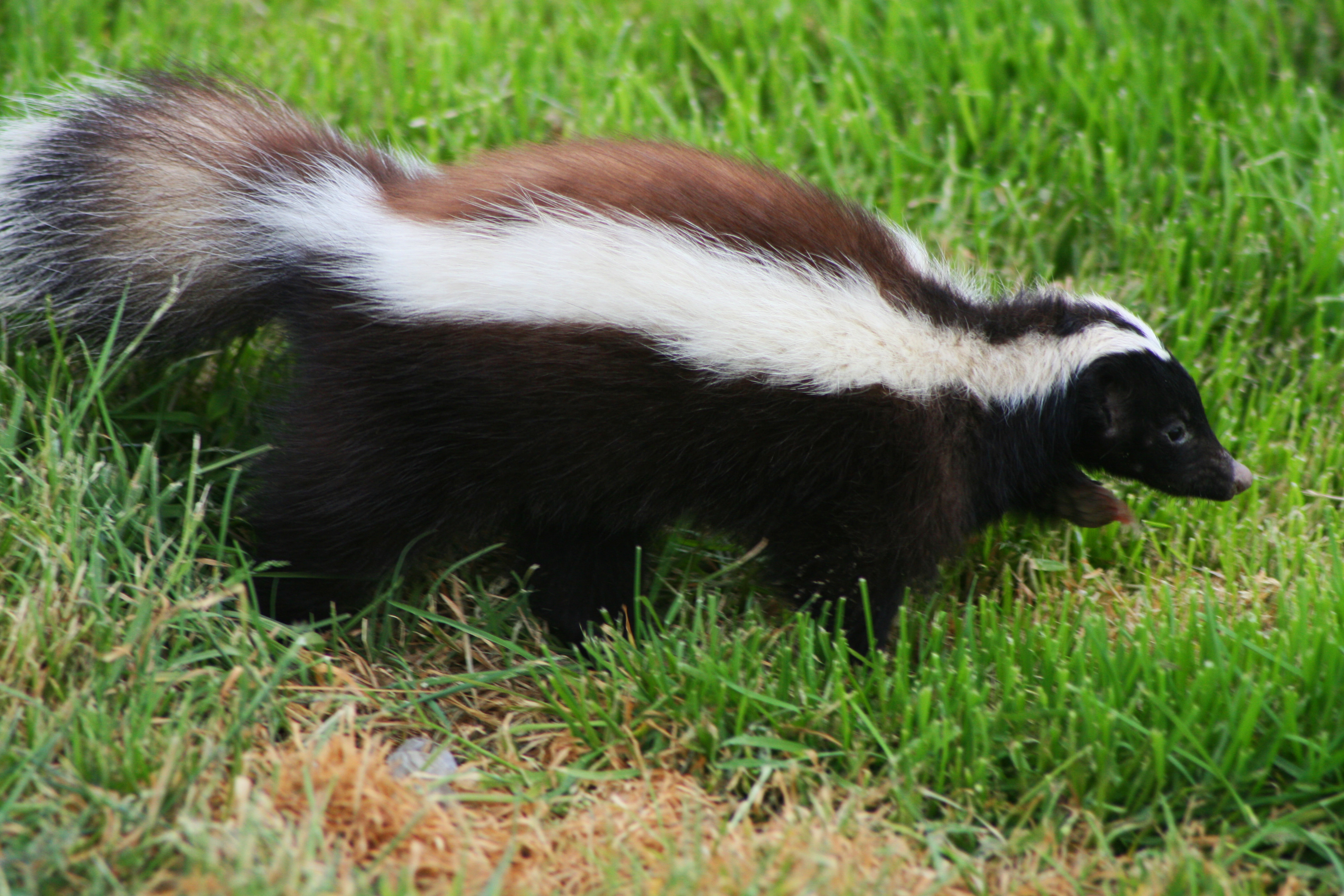
Moufette de Patagonie appelée localement zorillo (Conepatus humboldtii).

#### Oiseaux
Les oiseaux comme le condor des Andes, le nandou de Darwin (Rhea pennata), la merganette des torrents (Merganetta armata) et l'ouette des Andes ou cauquén (Chloephaga melanoptera) ne sont pas rares. En outre bien d'autres oiseaux sont présents, tels l'attagis de Gay (Attagis gayi), le thinocore de d'Orbigny (Thinocorus orbignyianus), le pigeon du Chili (Patagioenas araucana), la colombe à ailes noires (Metriopelia melanoptera), la conure magellanique (Enicognathus ferrugineus), le colibri à flancs blancs (Oreotrochilus leucopleurus), le pic bûcheron (Picoides lignarius), le pic de Magellan (Campephilus magellanicus), la géositte à ailes rousses (Geositta rufipennis), l'upucerthie des buissons (Upucerthia dumetaria), le cinclode brun (Cinclodes fuscus), le cinclode d'Oustalet (Cinclodes oustaleti), le synallaxe rayadito (Aphrastura spinicauda), le synallaxe des rocailles (Asthenes modesta), le mérulaxe des Andes (Scytalopus magellanicus), la picotelle à gorge blanche (Pygarrhichas albogularis), le tourco huet-huet (Pteroptochos tarnii), l'élénie à cimier blanc (Elaenia albiceps), le dormilon à sourcils blancs (Muscisaxicola albilora), le rara à queue rousse (Phytotoma rara), le phrygile à tête grise (Phrygilus gayi), le phrygile petit-deuil (Phrygilus fruticeti), le phrygile gris-de-plomb (Phrygilus unicolor). 
On peut observer en outre le tinamou de Patagonie (Tinamotis ingoufi), l'ouette de Magellan  (Chloephaga picta), l'ouette à tête grise (Chloephaga poliocephala), la buse aguia (Geranoaetus melanoleucus), le caracara à gorge blanche (Phalcoboenus albogularis), le pluvier de d'Urville (Charadrius modestus), le thinocore de Patagonie (Thinocorus rumicivorus), la géositte à bec court (Geositta antarctica), la géositte mineuse (Geositta cunicularia), le synallaxe austral (Asthenes anthoides), le synallaxe vannier (Asthenes pyrrholeuca), le cacholote à gorge blanche (Pseudoseisura gutturalis), le pépoaza à ventre rougeâtre (Neoxolmis rufiventris), le dormilon à ventre roux (Muscisaxicola capistratus), le dormilon à nuque jaune (Muscisaxicola flavinucha), le dormilon bistré (Muscisaxicola maclovianus), le sicale de Patagonie (Sicalis lebruni).

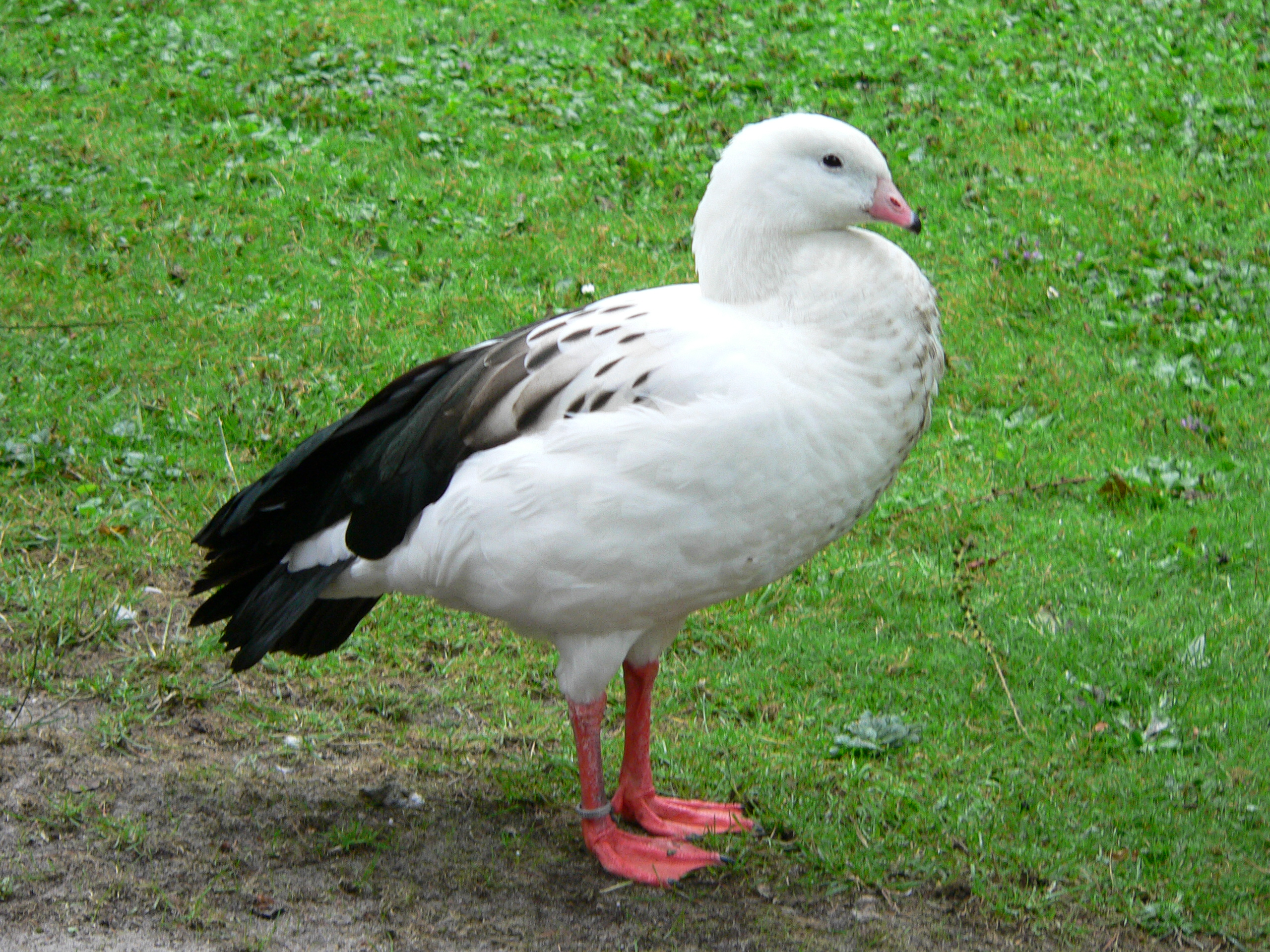
Ouette des Andes ou cauquén (Chloephaga melanoptera)
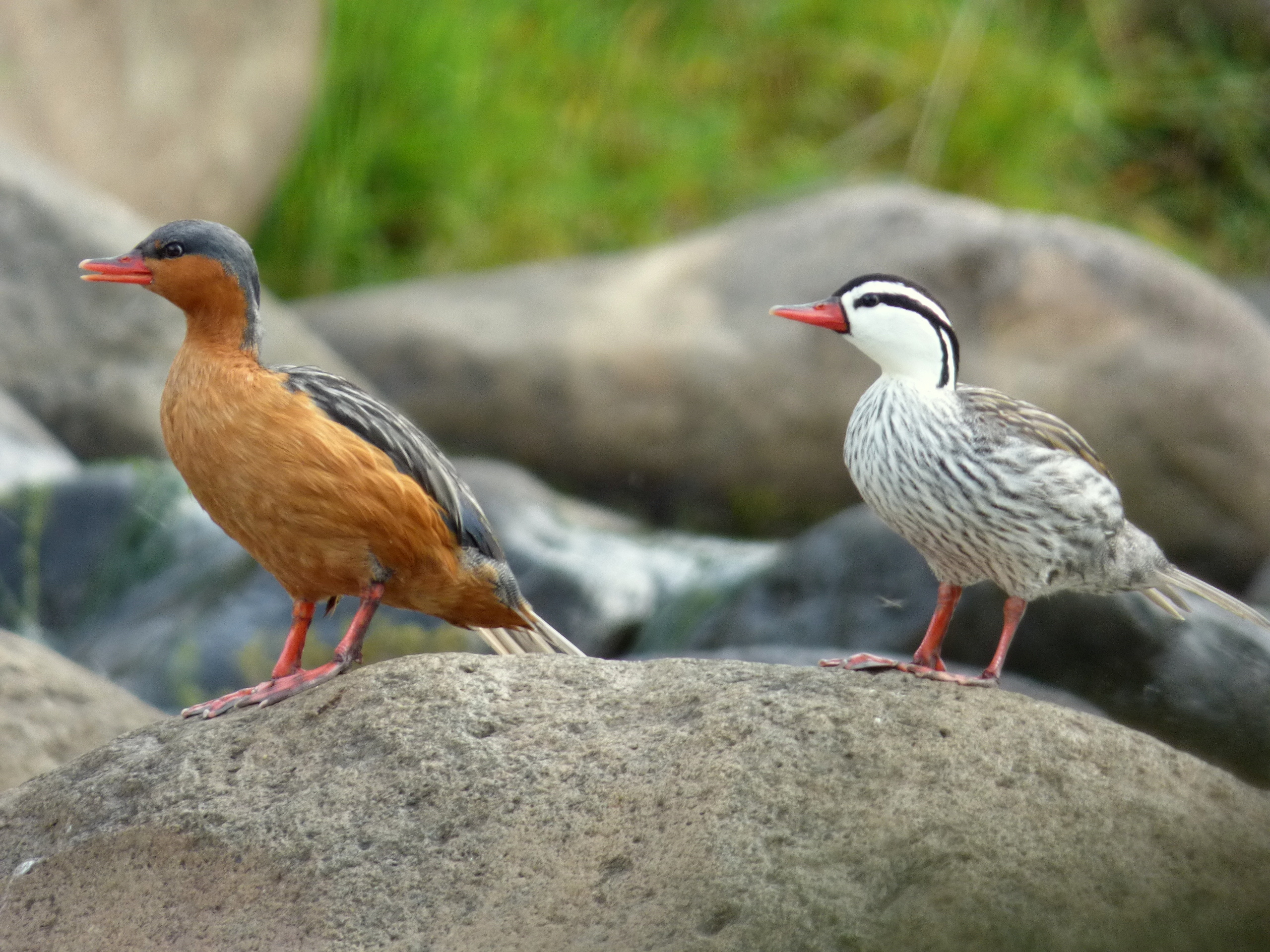
Merganettes des torrents femelle (à gauche) et mâle (à droite) (Merganetta armata)
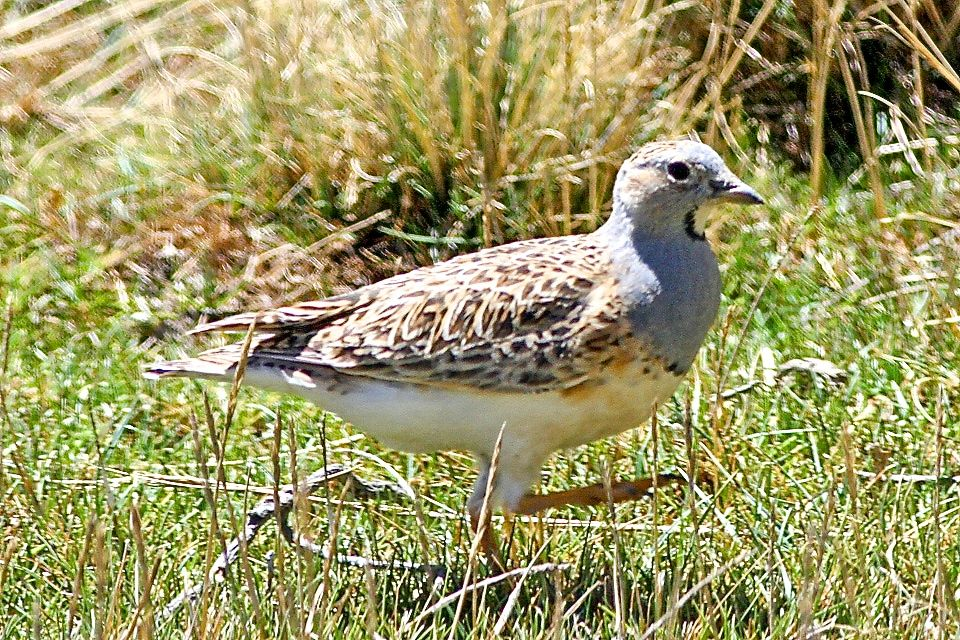
Thinocore de d'Orbigny (Thinocorus orbignyianus)
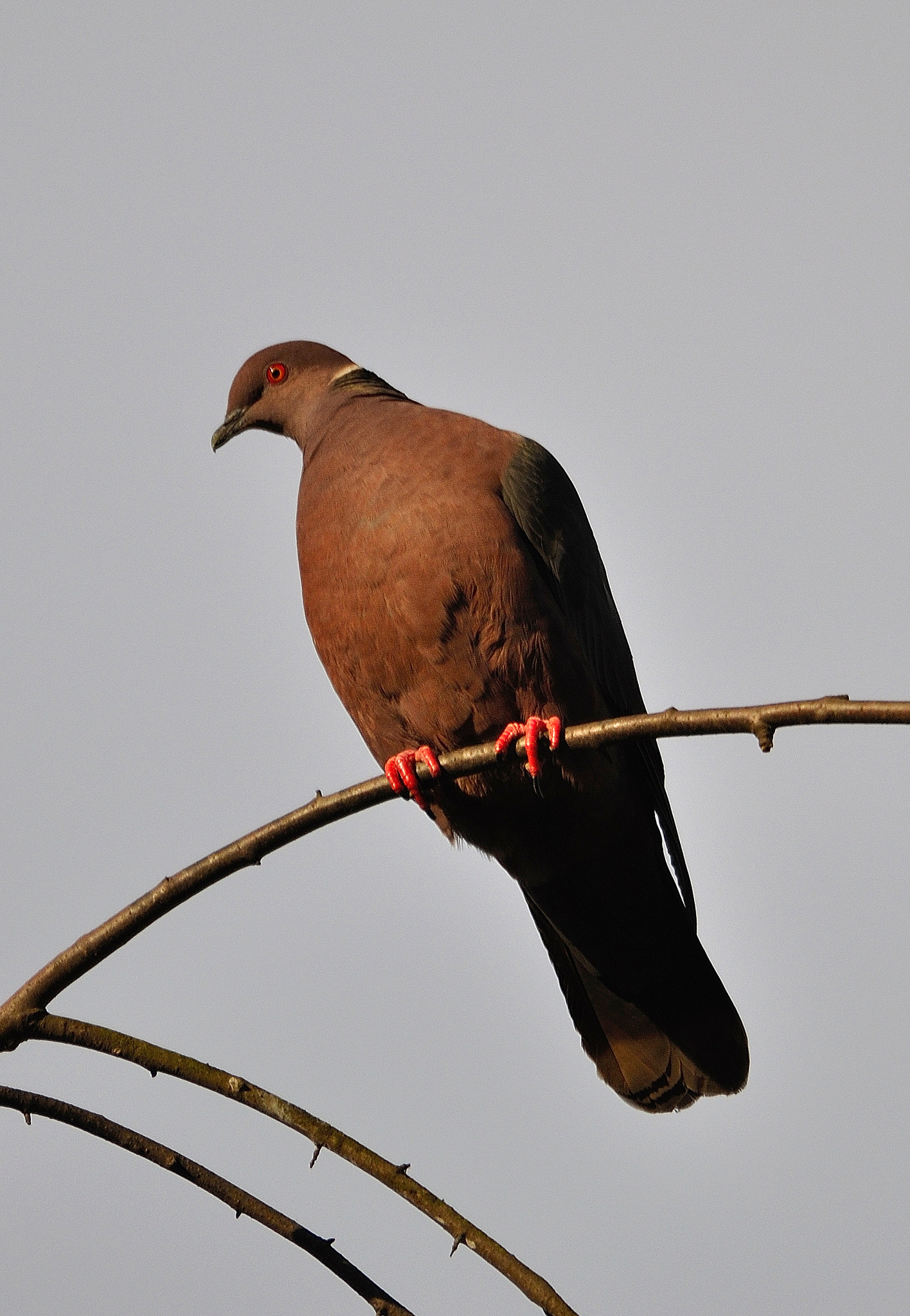
Pigeon du Chili (Columba araucana)
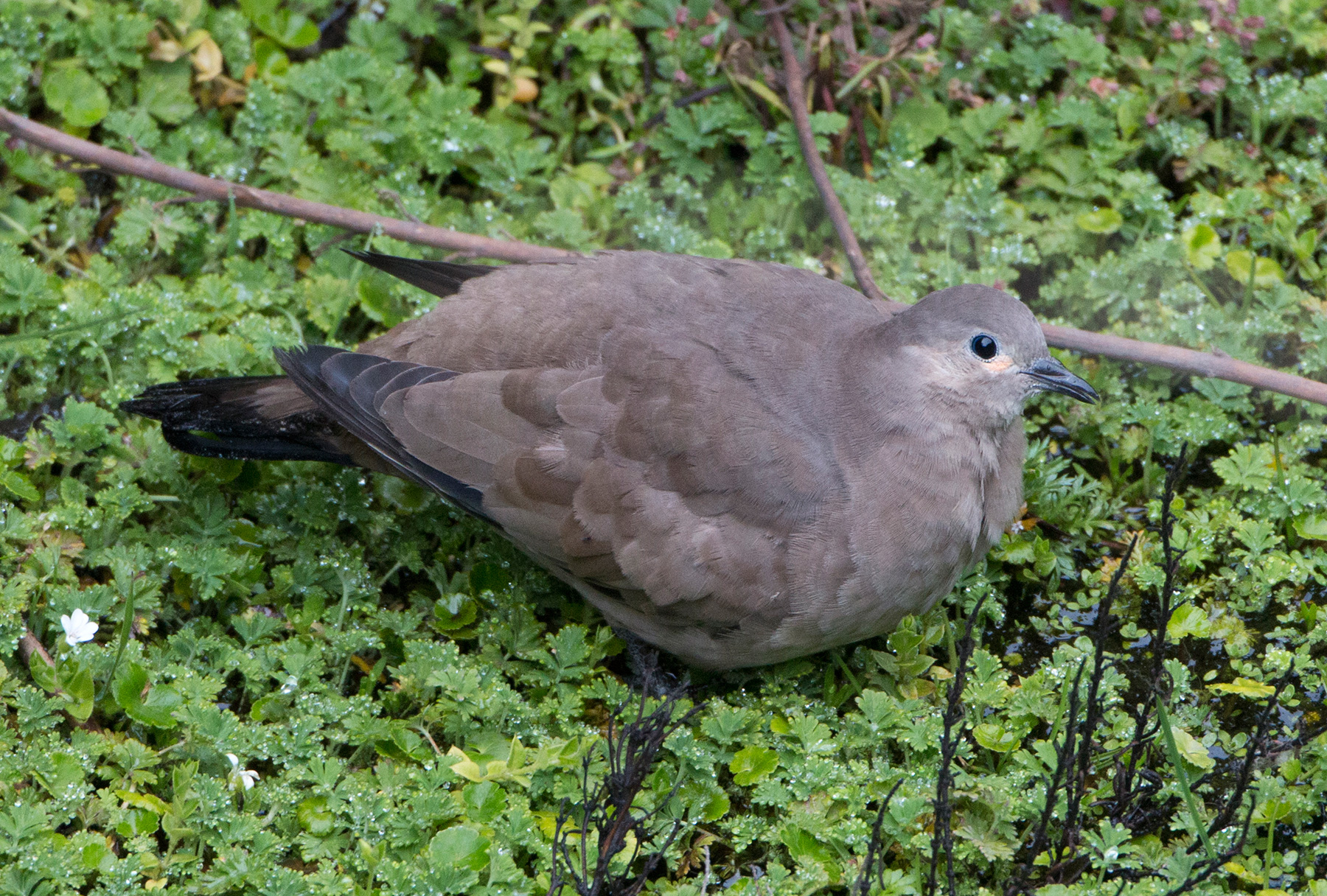
Colombe à ailes noires (Metriopelia melanoptera)
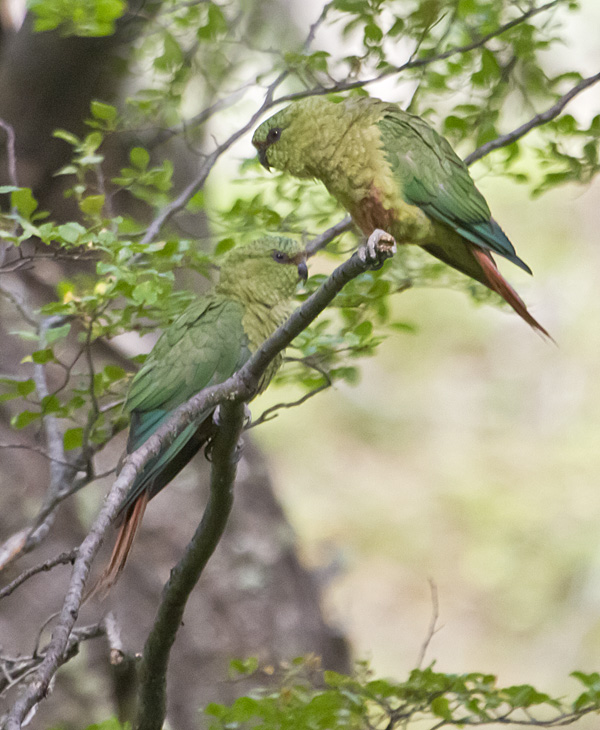
Conure magellanique (Enicognathus ferrugineus)

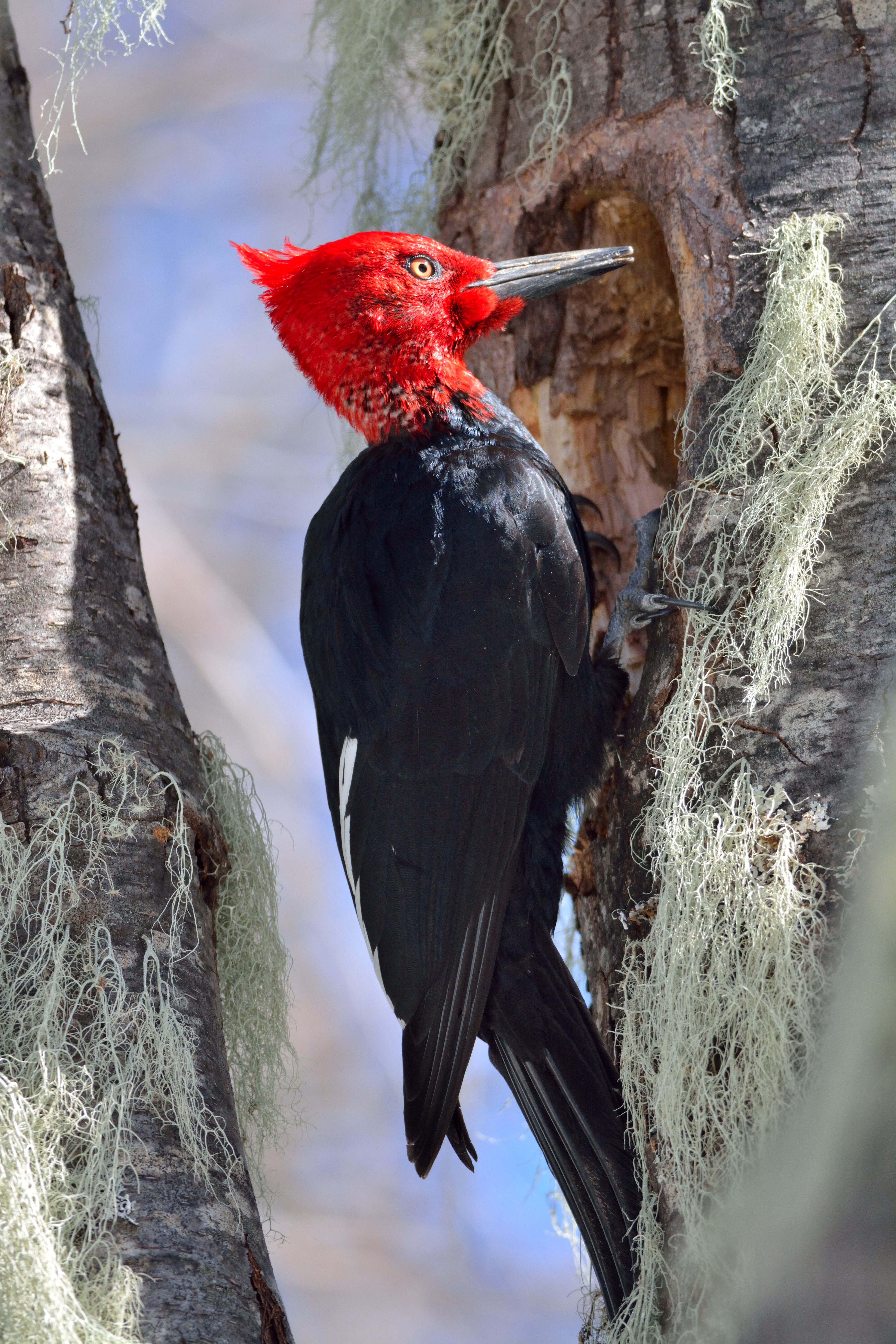
Pic de Magellan (Campephilus magellanicus)
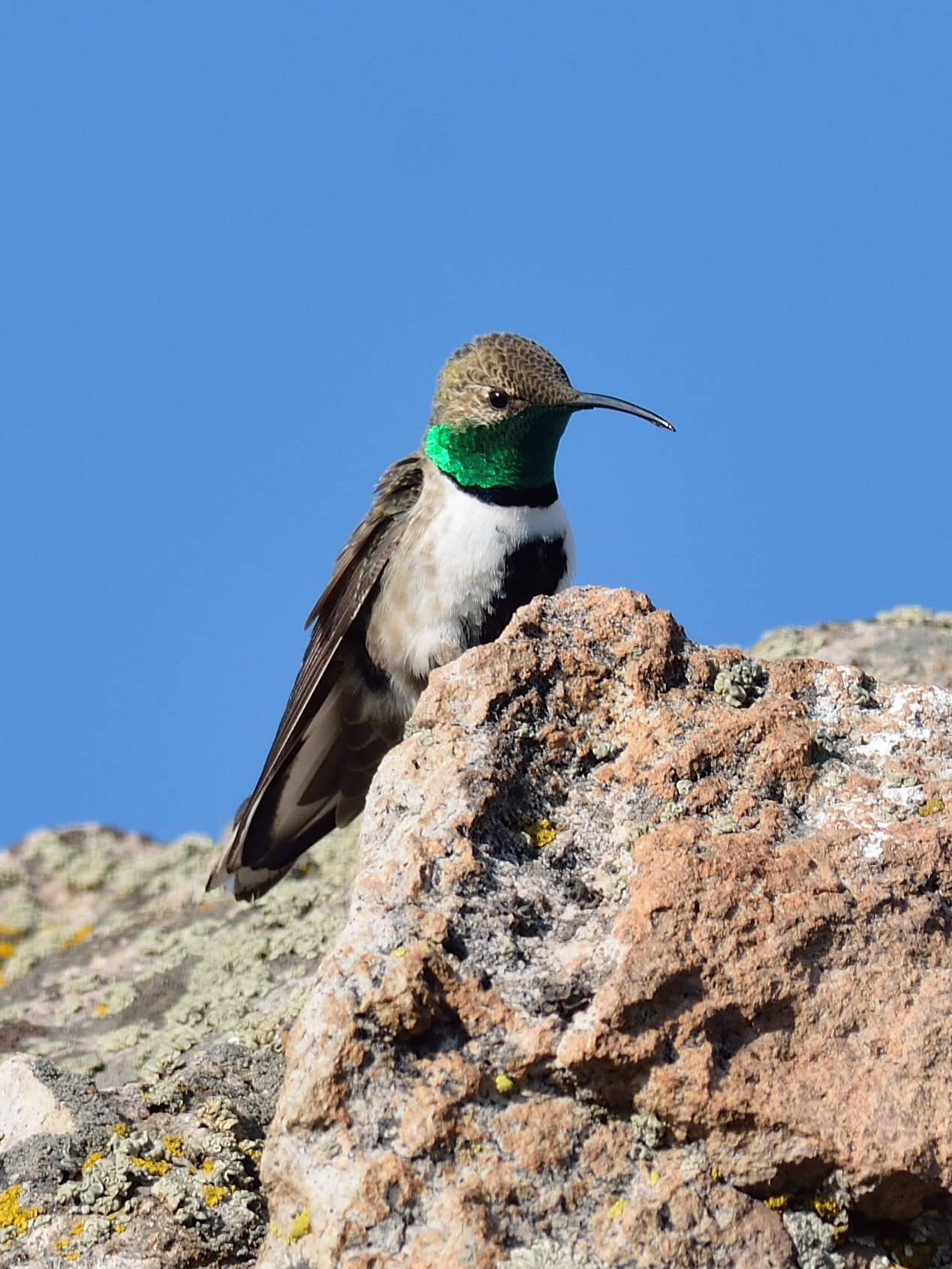
Colibri à flancs blancs (Oreotrochilus leucopleurus)
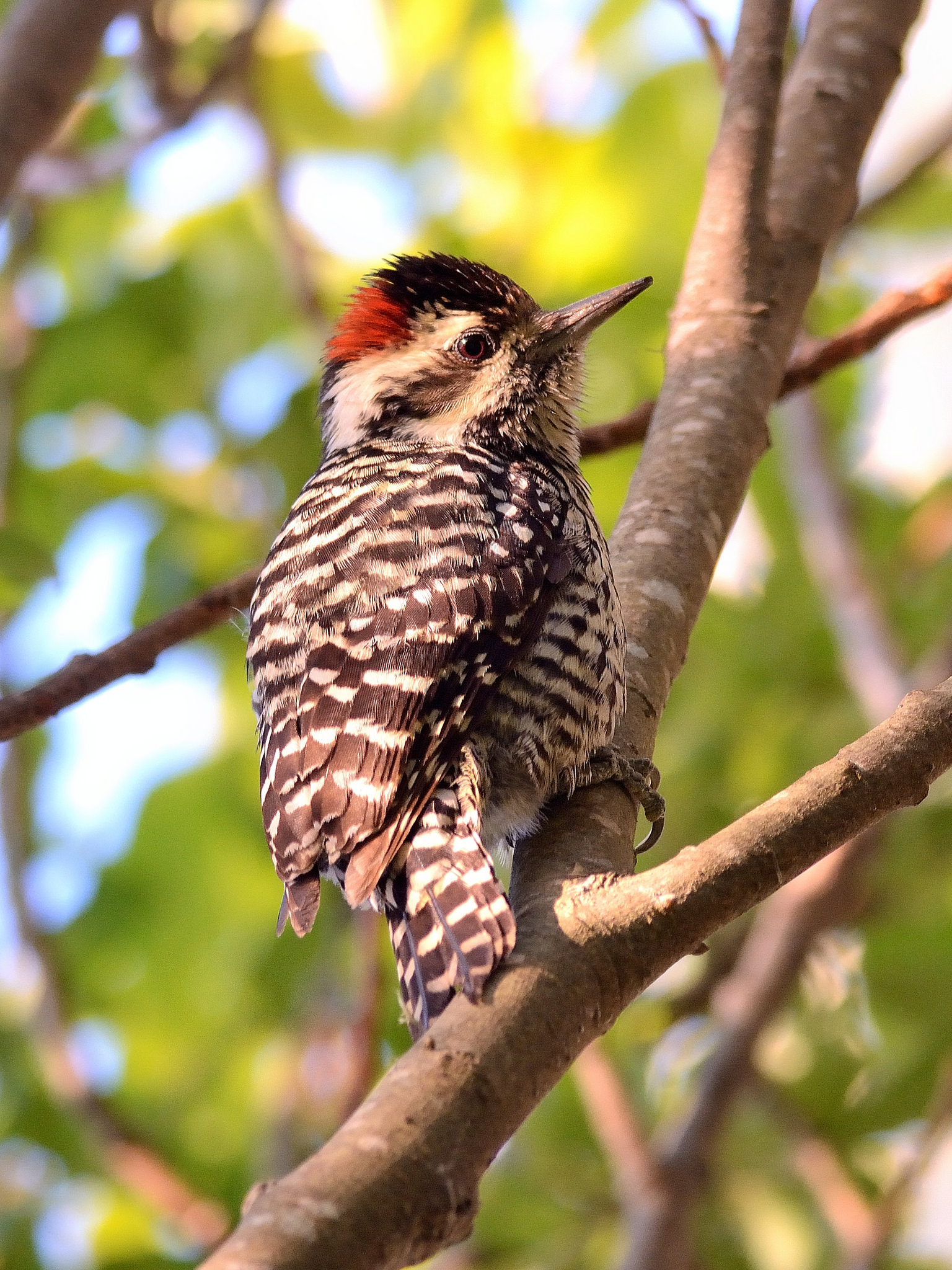
Pic bûcheron (Picoides lignarius)
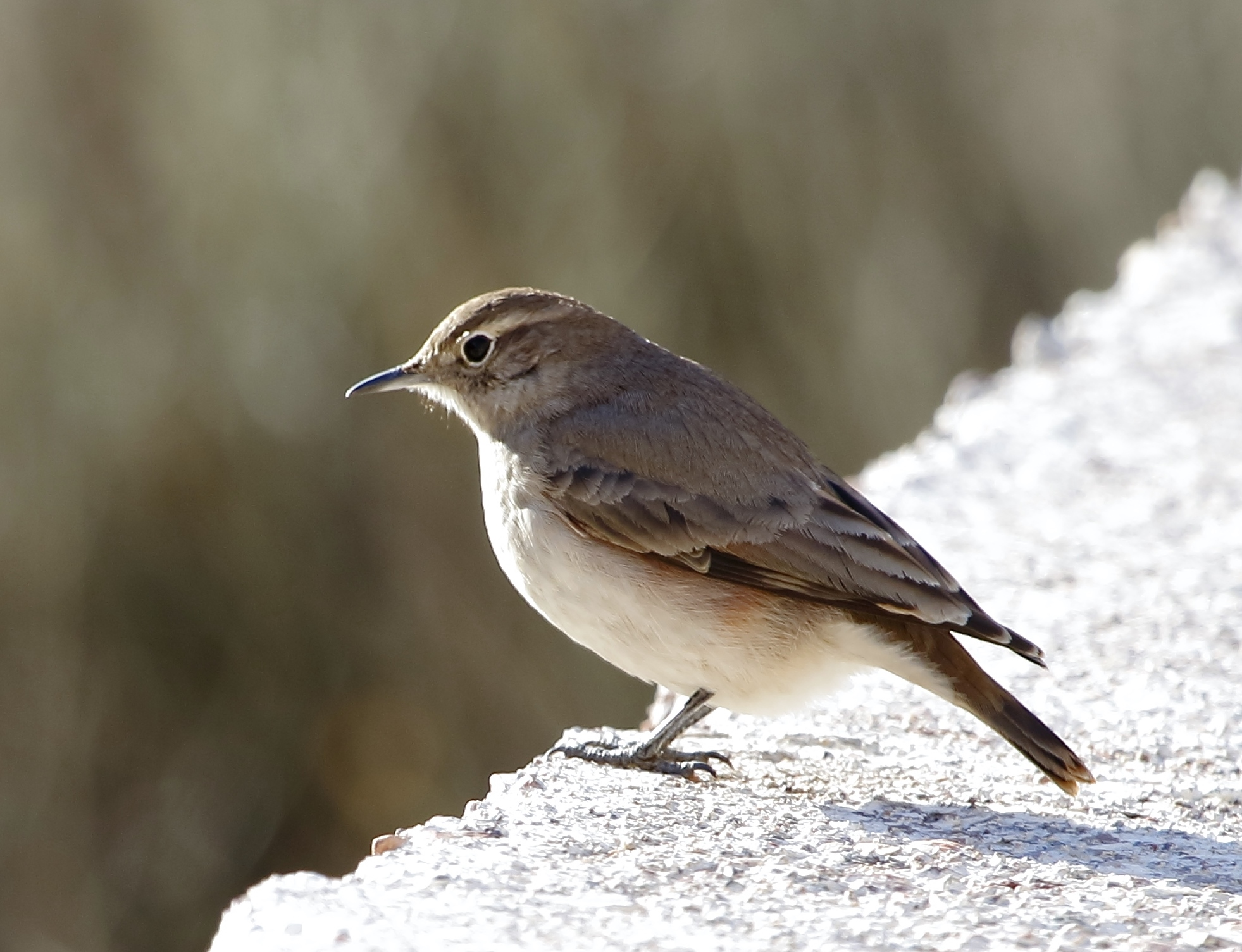
Géositte à ailes rousses (Geositta rufipennis)
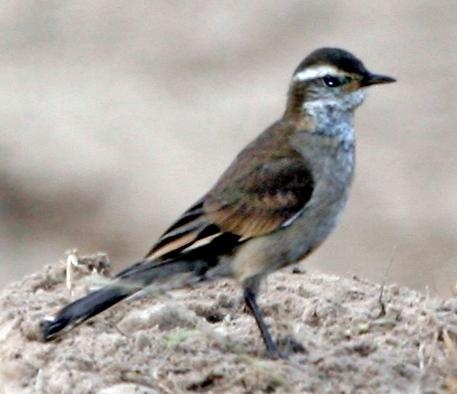
Cinclode brun (Cinclodes fuscus)
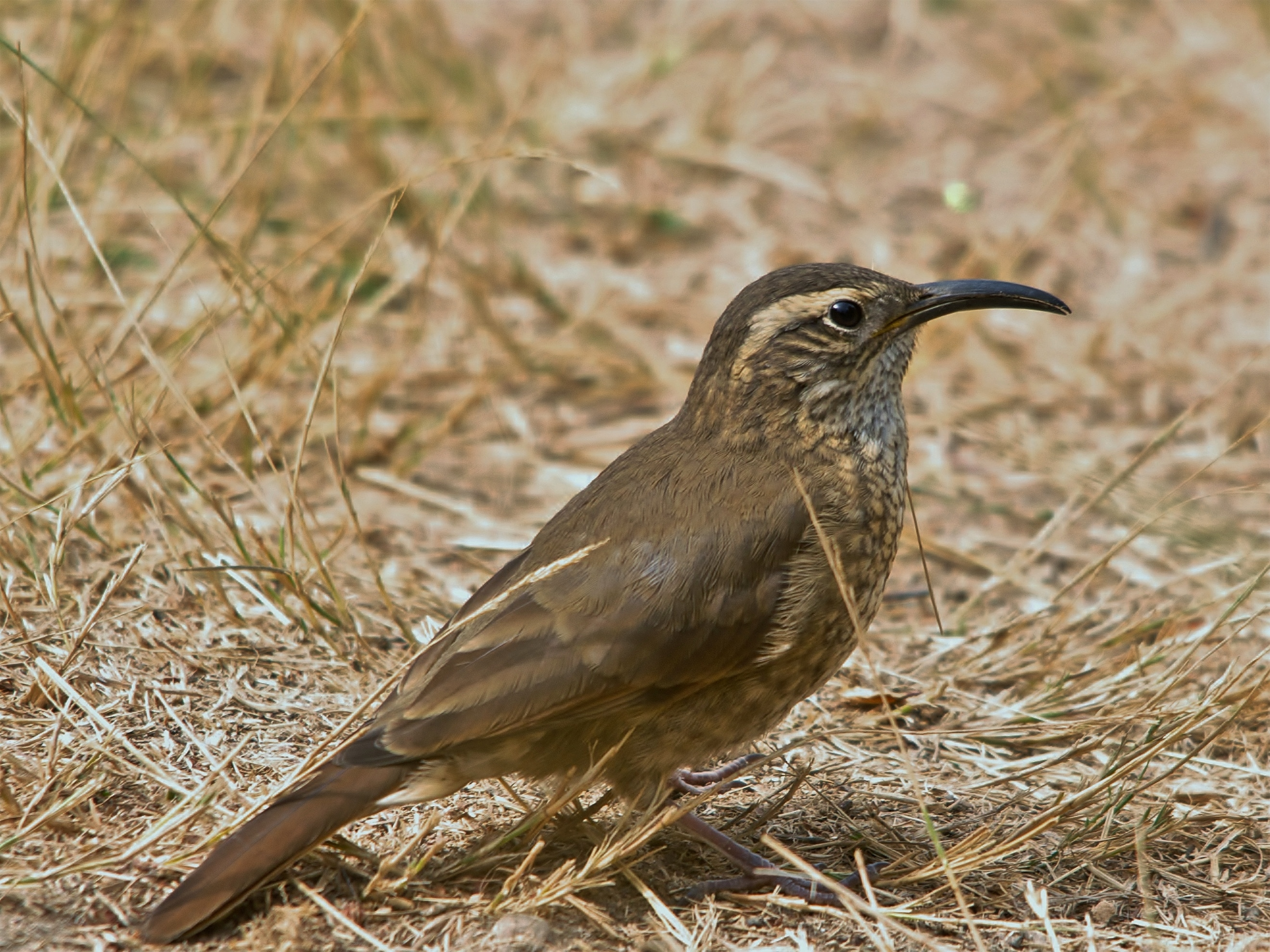
Upucerthie des buissons (Upucerthia dumetaria)

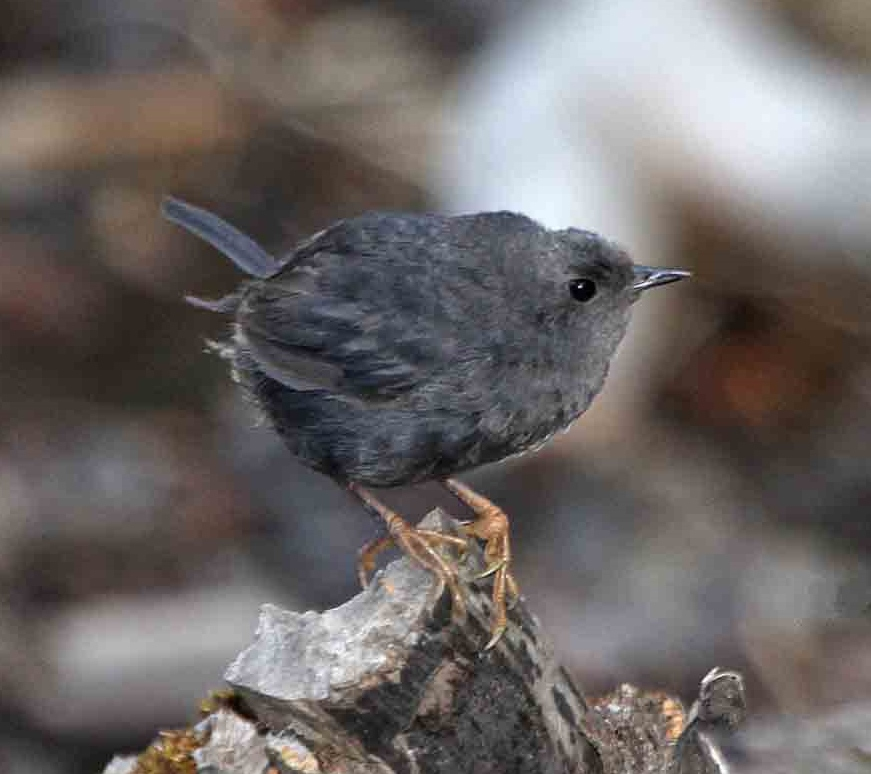
Mérulaxe des Andes (Scytalopus magellanicus)
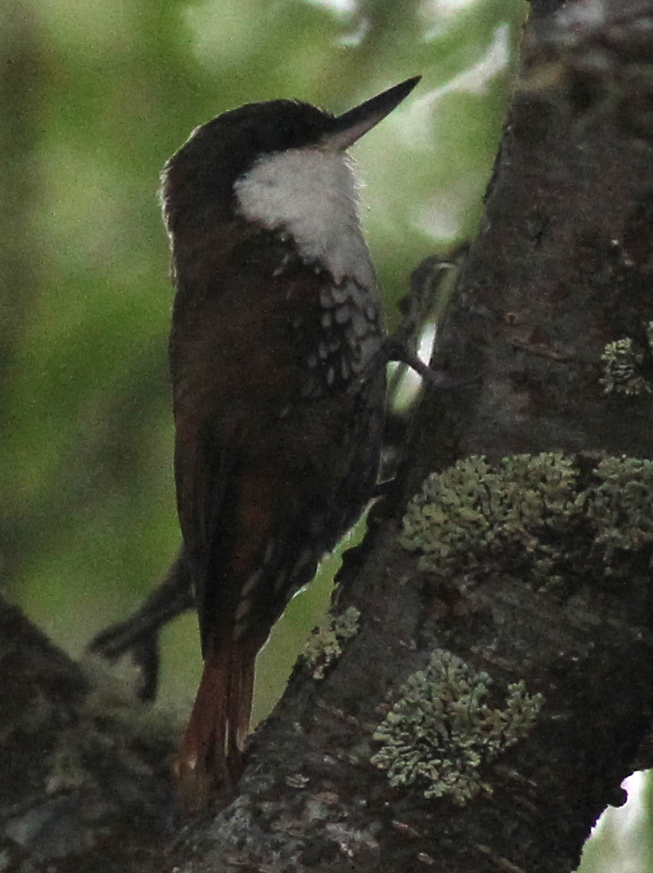
Picotelle à gorge blanche (Pygarrhichas albogularis)
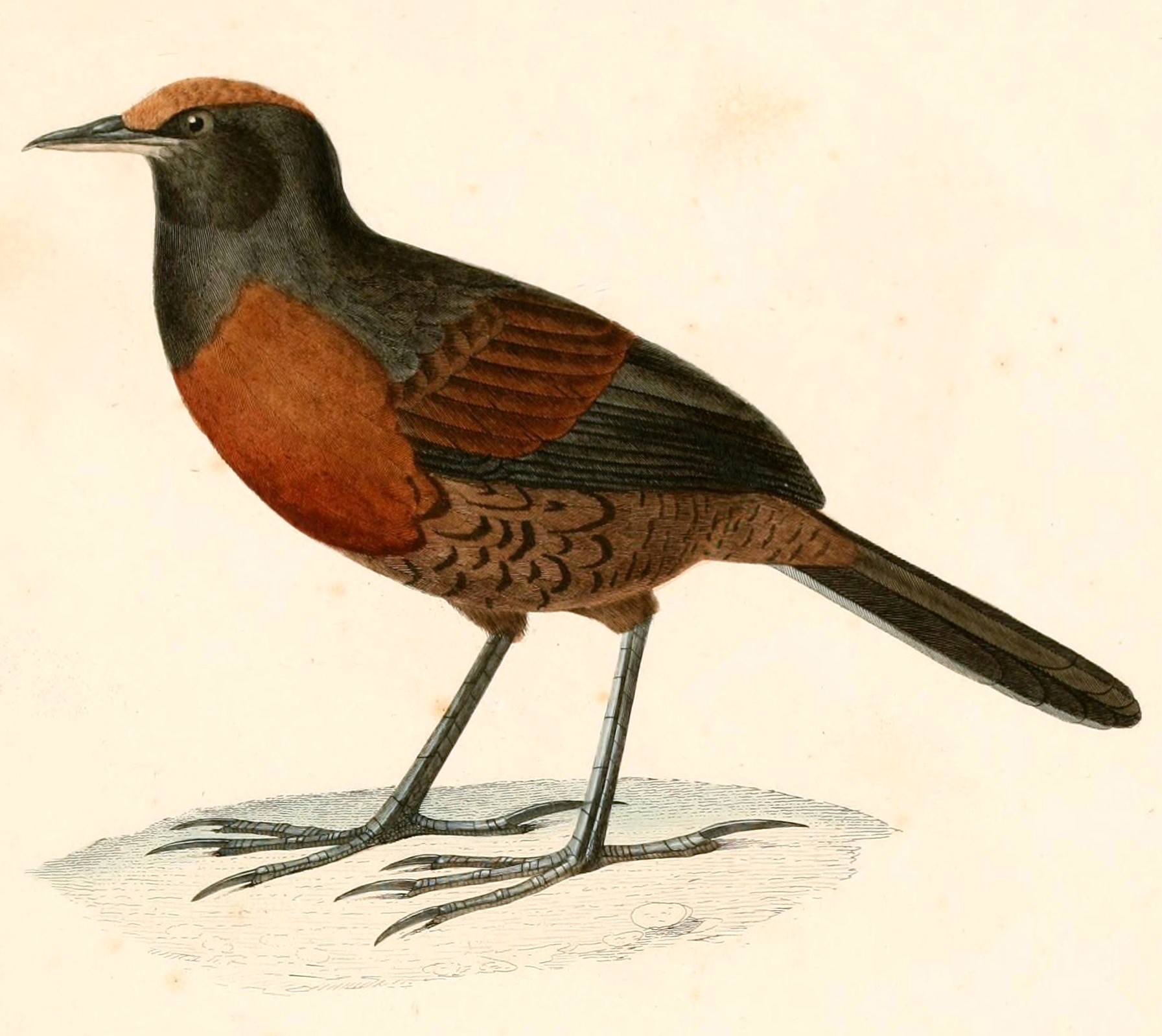
Dessin d'un tourco huet-huet (Pteroptochos tarnii)
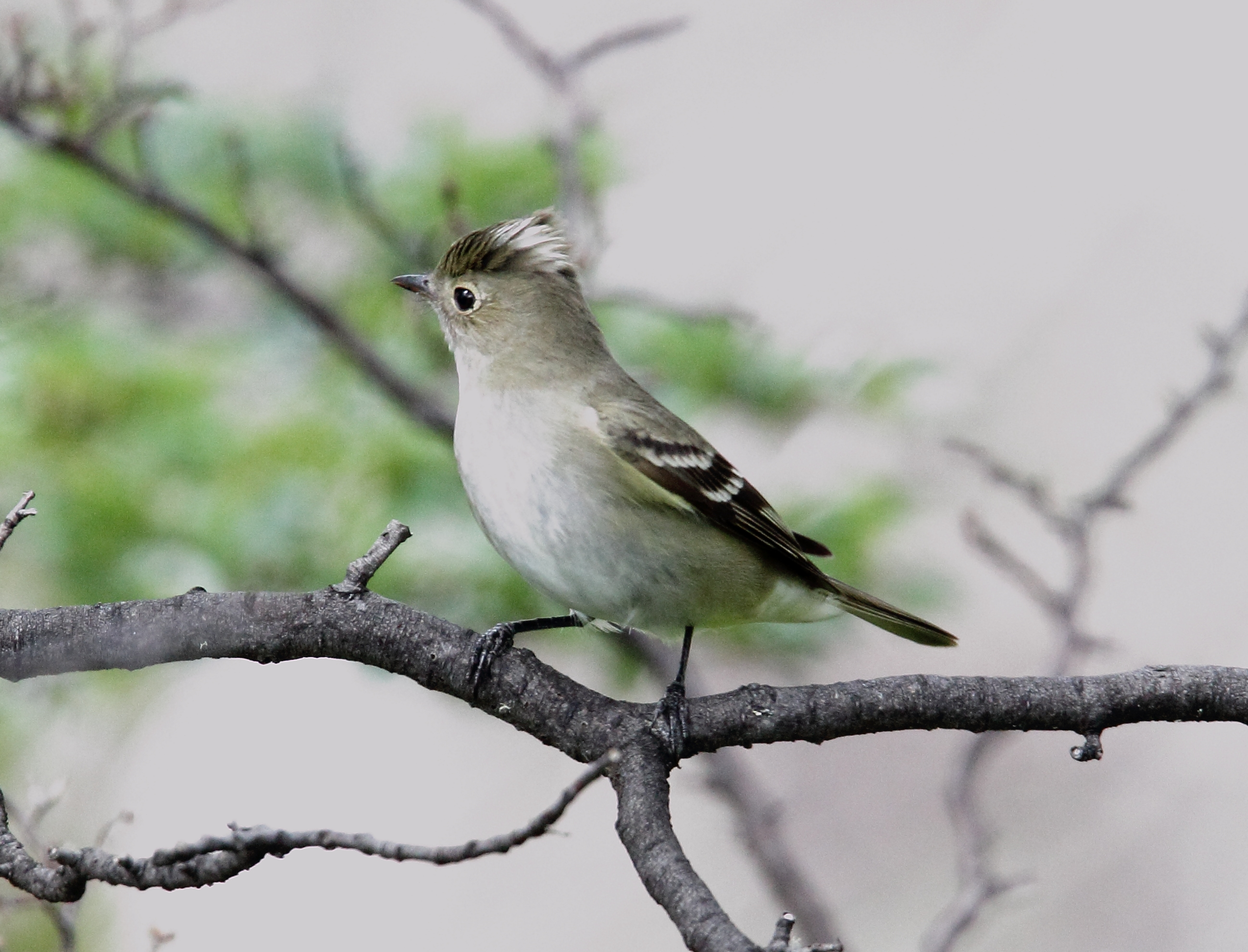
Élénie à cimier blanc (Elaenia albiceps)
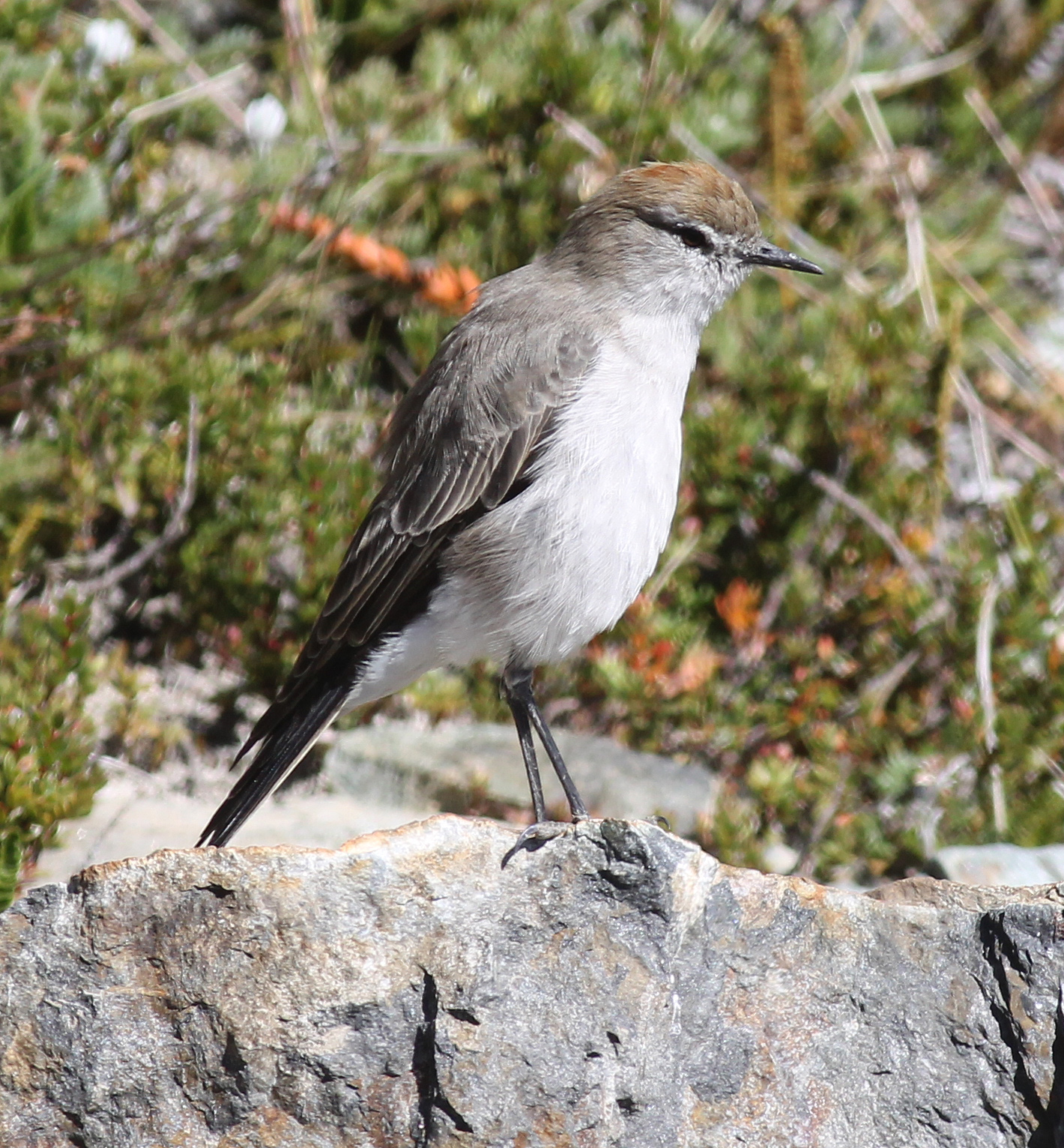
Dormilon à sourcils blancs (Muscisaxicola albilora)
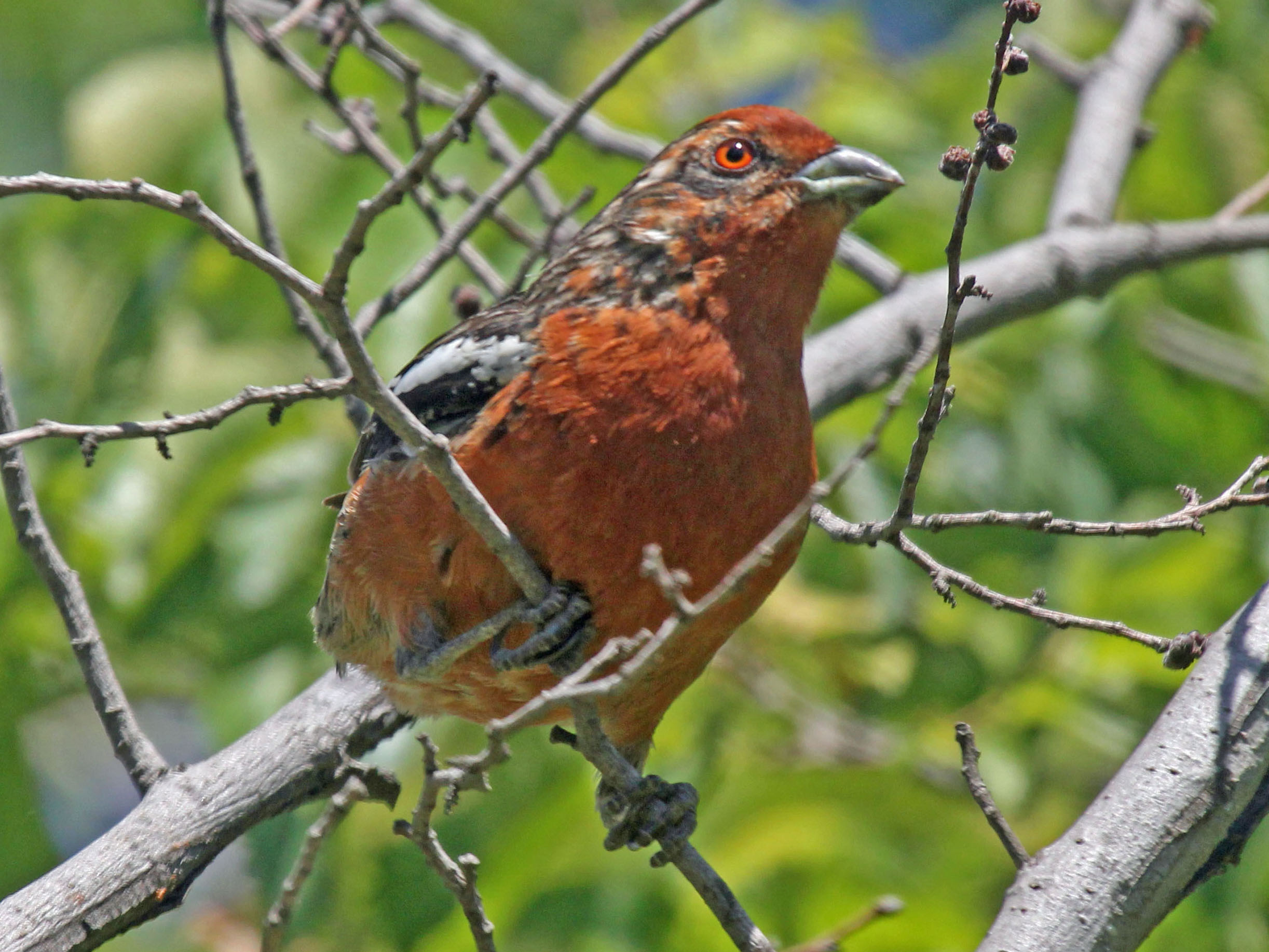
Rara à queue rousse (Phytotoma rara)

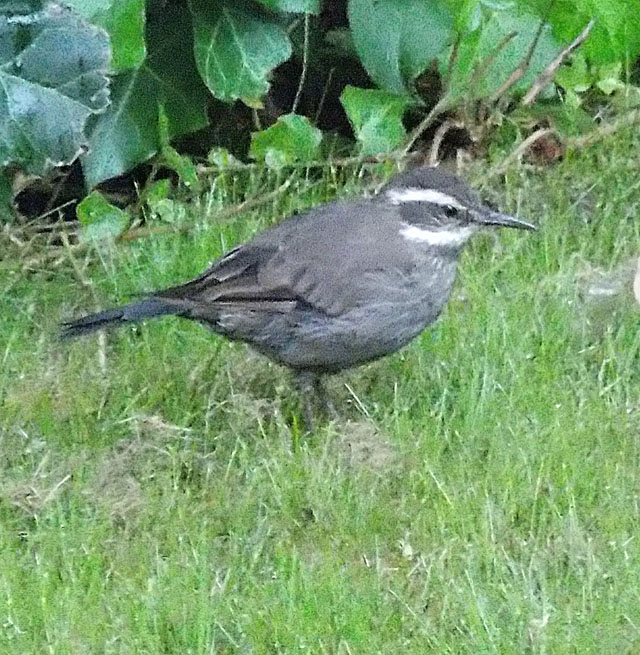
Cinclode d'Oustalet (Cinclodes oustaleti)
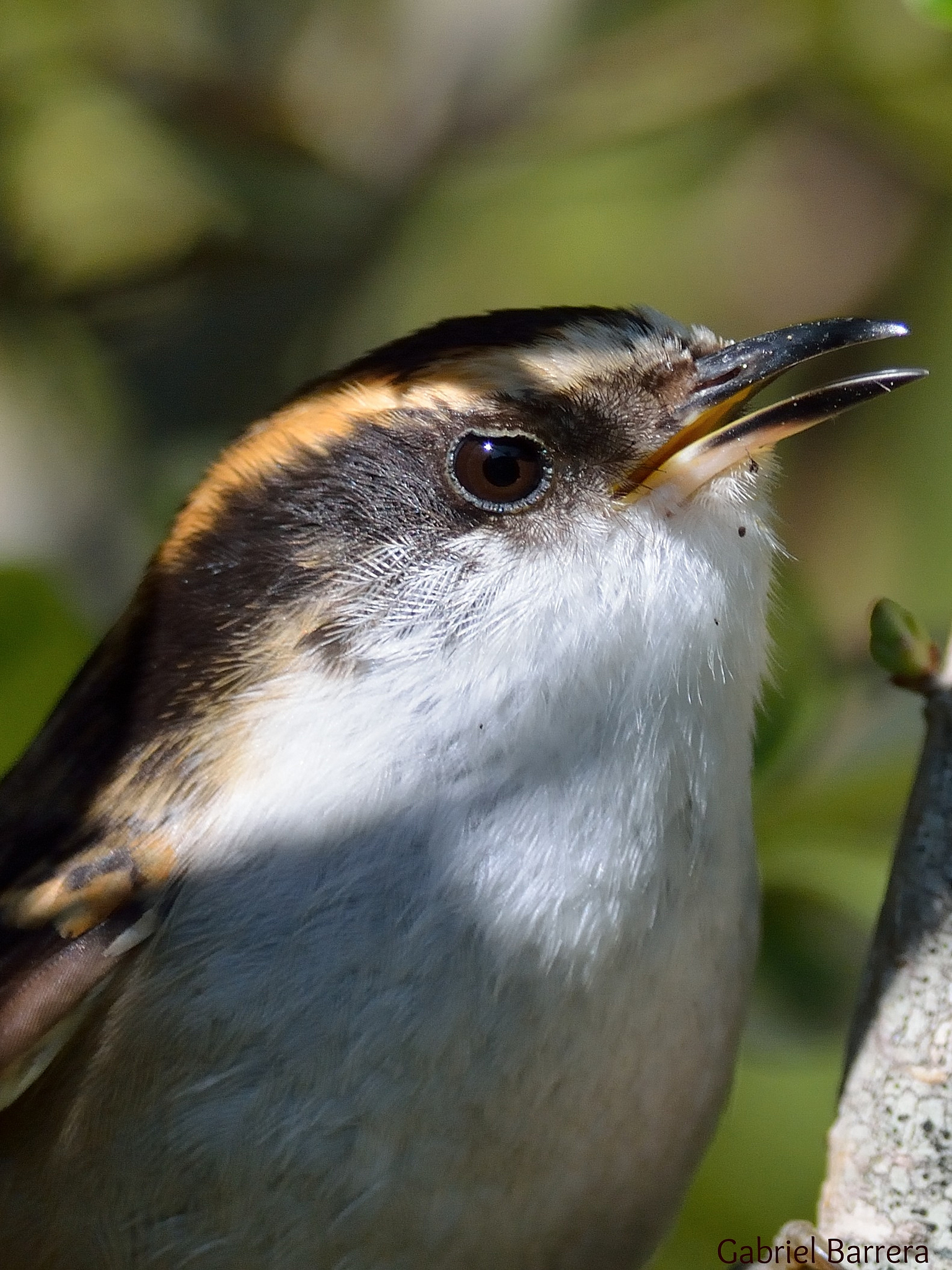
Synallaxe rayadito (Aphrastura spinicauda)
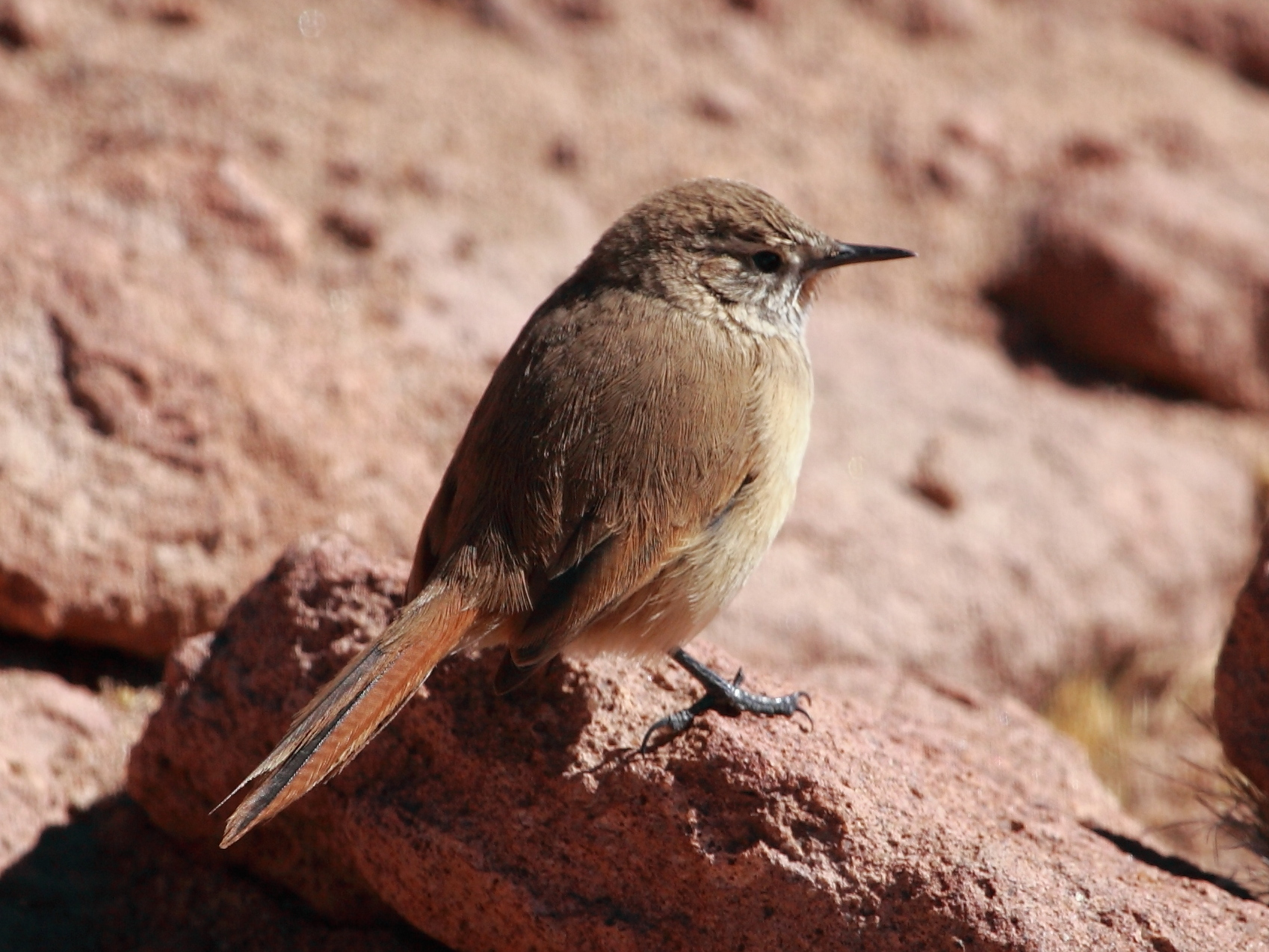
Synallaxe des rocailles (Asthenes modesta)

## Climat
Le parc a un climat du type océanique frais, les vents du Pacifique étant fréquents. Ce climat humide, donc neigeux en altitude, explique le fait que les glaciers Perito Moreno et Spegazzini ne soient pas, contrairement au glacier Upsala, en recul, mais en légère progression, le fameux barrage de glace du Perito Moreno le montrant d'une spectaculaire façon.
Les températures moyennes au sein du parc national vont de 0,6 °C en hiver à 13,4 °C en été bien qu'en altitude, la température annuelle moyenne est d'environ −3 °C. Le parc reçoit des précipitations annuelles moyennes de 500 mm à l'est et 900 mm à l'ouest qui sont réparties de manière égale tout au long de l'année. Les chutes de neige sont courantes pendant les mois les plus froids.
La localité d'El Chaltén est située au sein du parc, à une altitude de 398 mètres. Sa température moyenne annuelle est de 7,6 °C.

## Tourisme
Le parc national Los Glaciares est une attraction touristique majeure pour les visiteurs du monde entier. Le point de départ des tours sont la ville d'El Calafate sur les rives du lac Argentino (à l'extérieur du parc), où l'administration du parc dispose d'un quartier-général, et la localité d'El Chaltén au nord du parc, au pied du mont Fitz Roy. Parmi les autres attractions touristiques du parc, il est possible de citer le lac del Desierto et le lac Roca.

### Lacs
- Le lago del Desierto, se trouve à une altitude de 506 mètres. Son émissaire est le río de las Vueltas dont la part la plus importante des eaux est d'origine glaciaire, et provient de la fonte des glaciers situés à l’extrémité nord du parc national Los Glaciares. Son débit annuel moyen est de 52,5 m3/s. Ce río se jette dans le lac Viedma à une altitude de 250 mètres. Le lac se trouve aux abords immédiats de la frontière du Chili. Il est accessible par une route de 37 km qui part de la localité d'El Chaltén, laquelle se trouve 25 km au sud du lac. La zone fut l'objet d'un conflit frontalier entre l'Argentine et le Chili, résolu en 1994 par la décision d'un tribunal arbitral, qui se prononce en faveur de la position argentine sur une zone disputée de 481 km2.
- Le lac Viedma. Son émissaire, situé à son extrémité orientale, est le río La Leona qui roule 249,5 m3/s (moyenne 1955-2000) au niveau de la localité de La Leona[9]. Cette abondante rivière, dont le débit est comparable à celui de la Seine à Paris ou du Rhône à Genève, est le principal tributaire du lac Argentino.

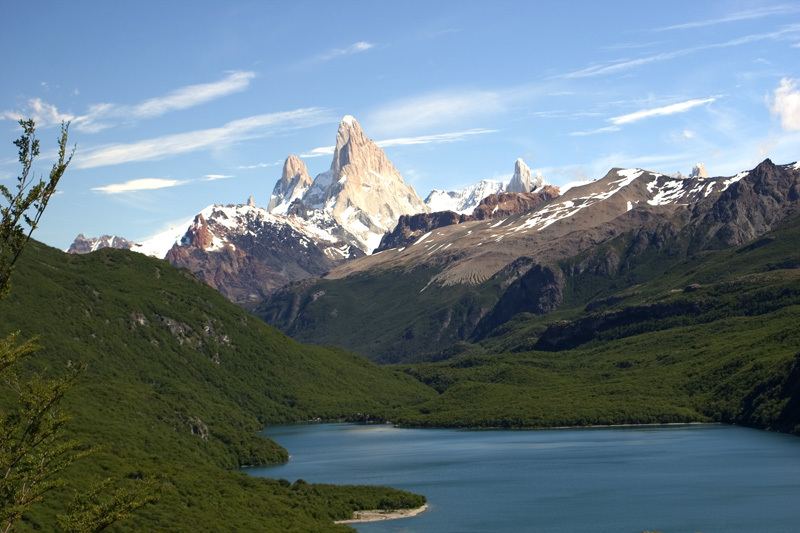
Le lac del Desierto et le Cerro Chaltén ou mont Fitz Roy.
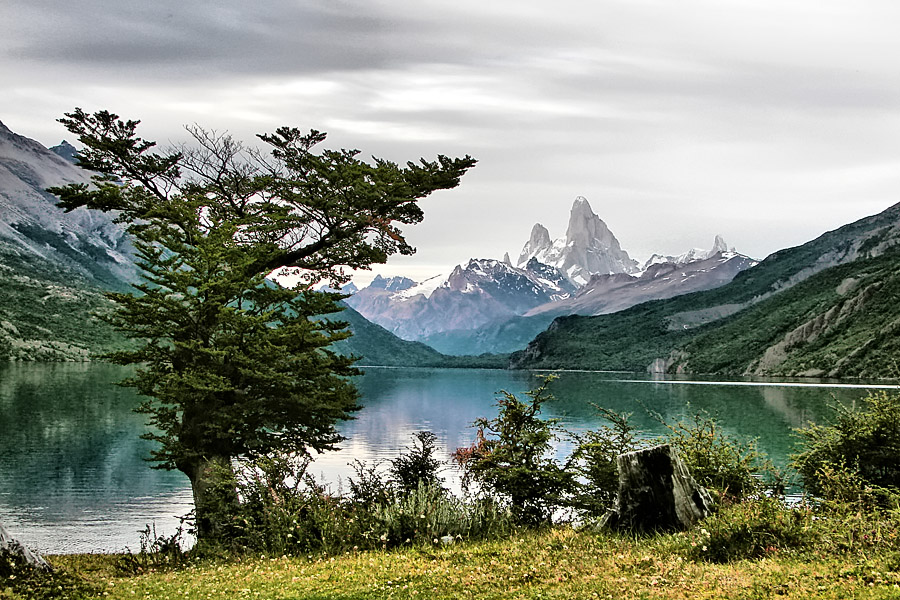
Autre vue du lago del Desierto
Carte explicative de l'ancien conflit territorial entre l'Argentine et le Chili, aujourd'hui résolu
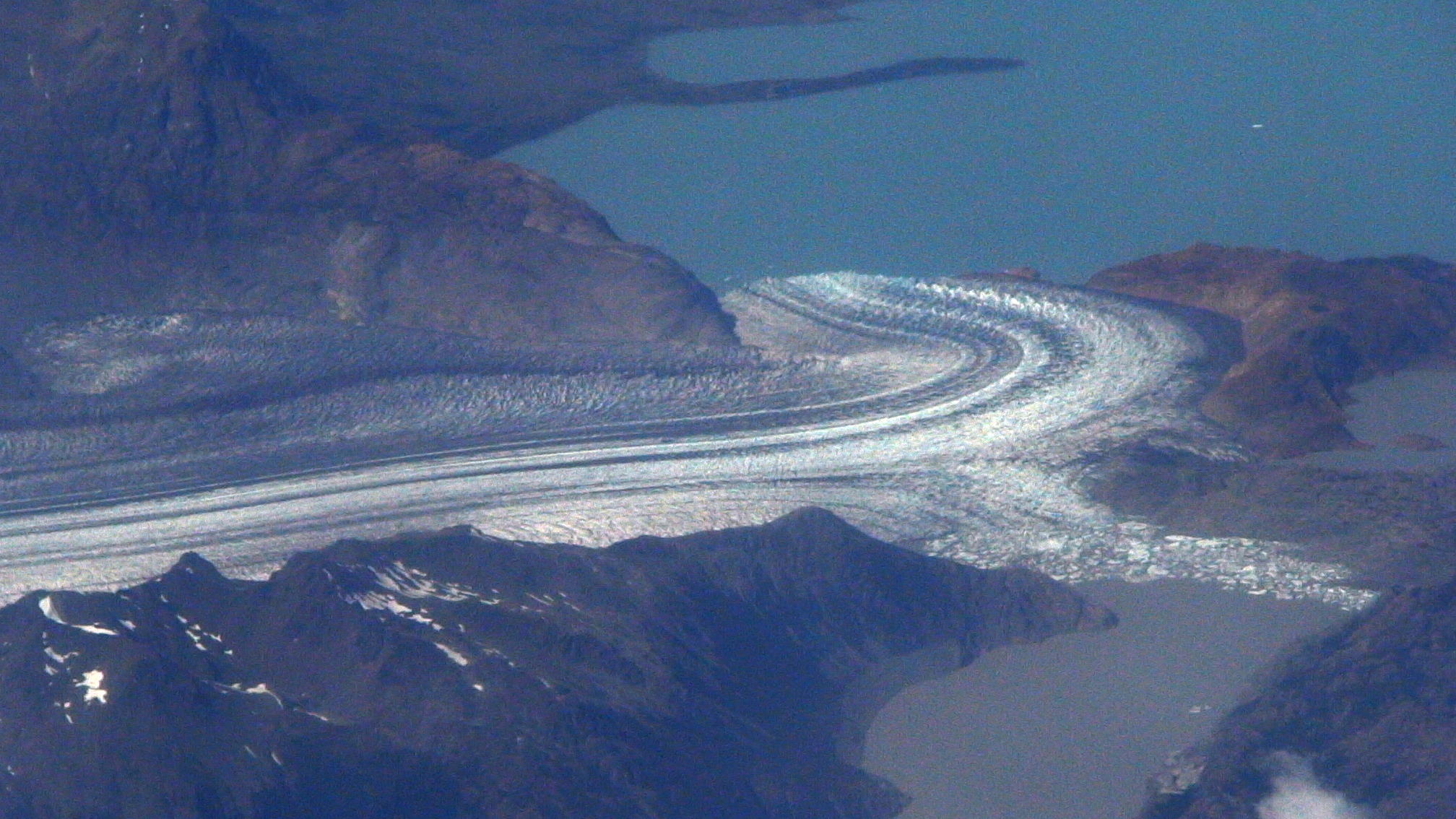
Le glacier Viedma plongeant dans le lac Viedma.
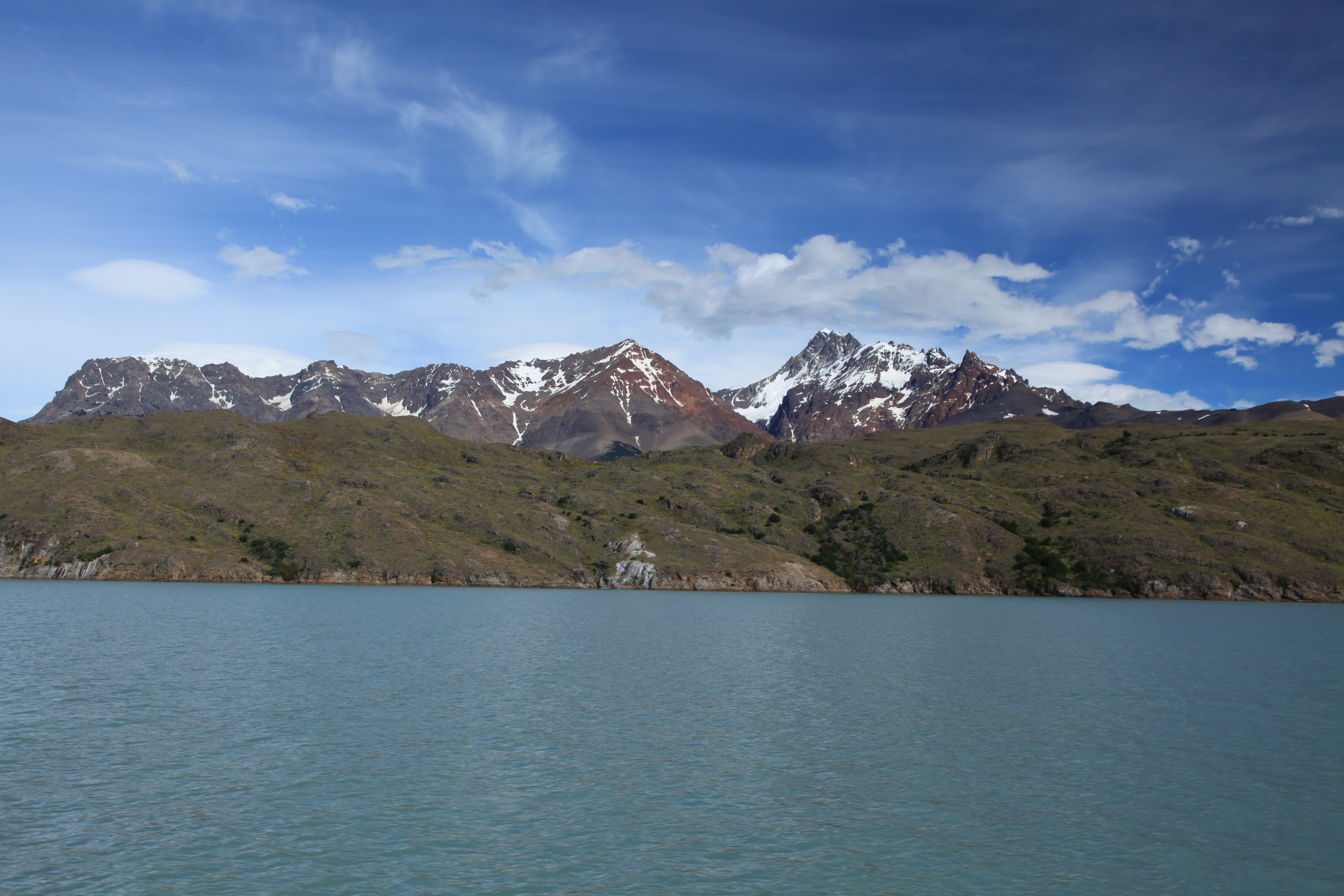
Vue du lac Viedma
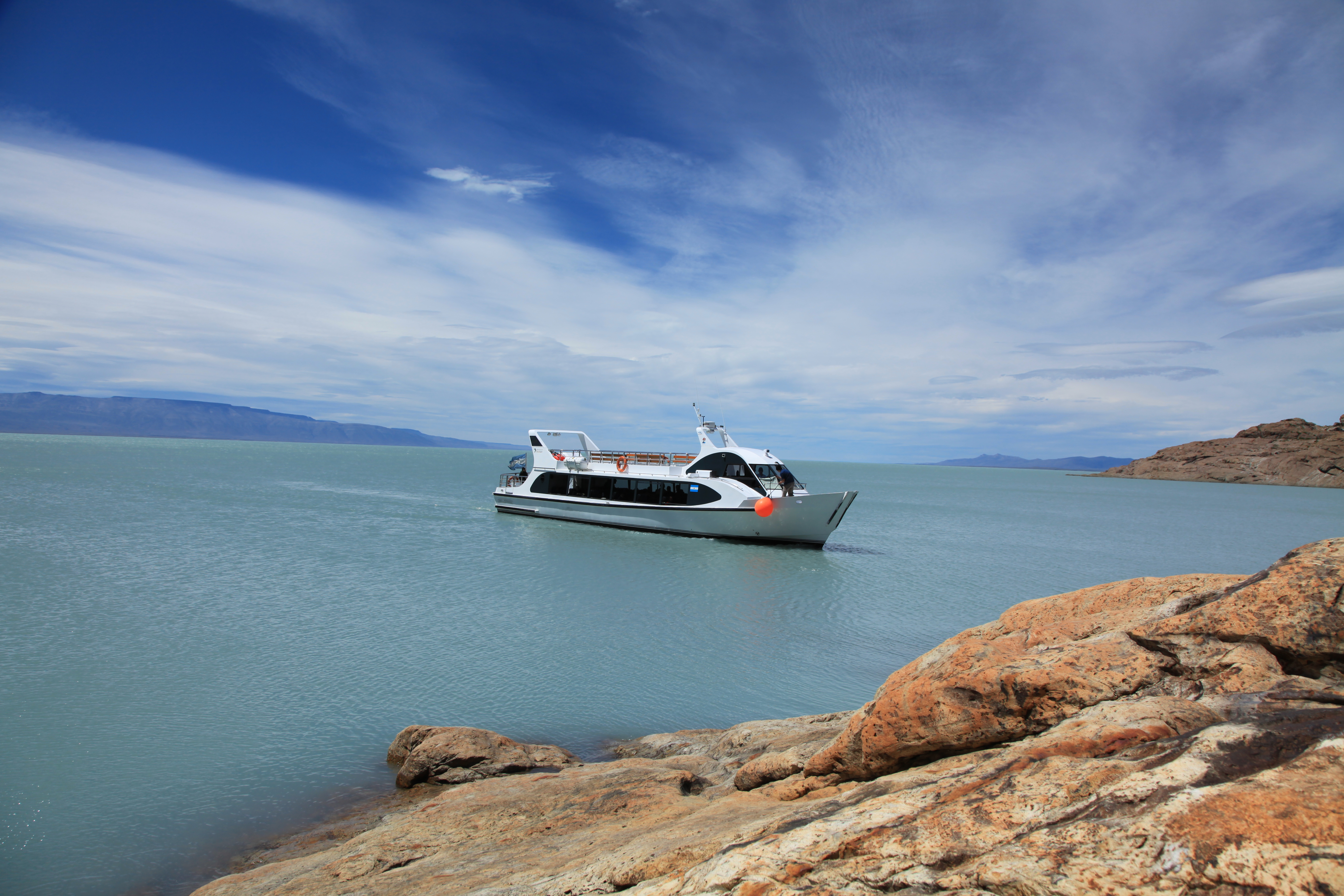
Bateau touristique en excursion sur le lac Viedma.

- Le lac Argentino est situé au sud du lac Viedma. Il est orienté d'ouest en est, et est alimenté surtout à l'ouest par les précipitations abondantes de la cordillère des Andes, Il reçoit en outre près de son extrémité orientale l'émissaire du lac Viedma, le río La Leona.Il déverse ses eaux dans son propre émissaire, le fleuve Santa Cruz dont il constitue donc l'origine.

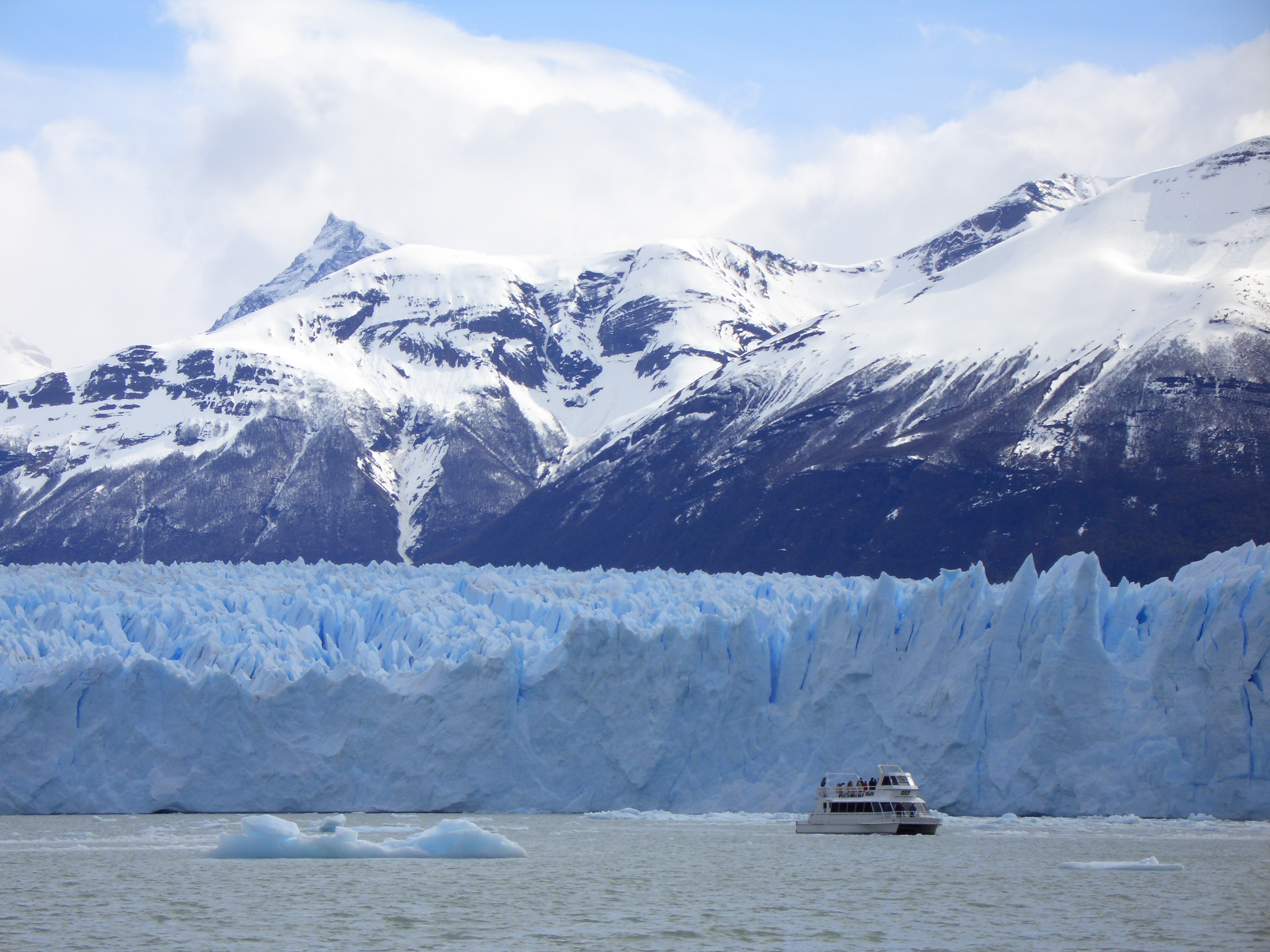
Le glacier Perito Moreno vu depuis le lac Argentino.
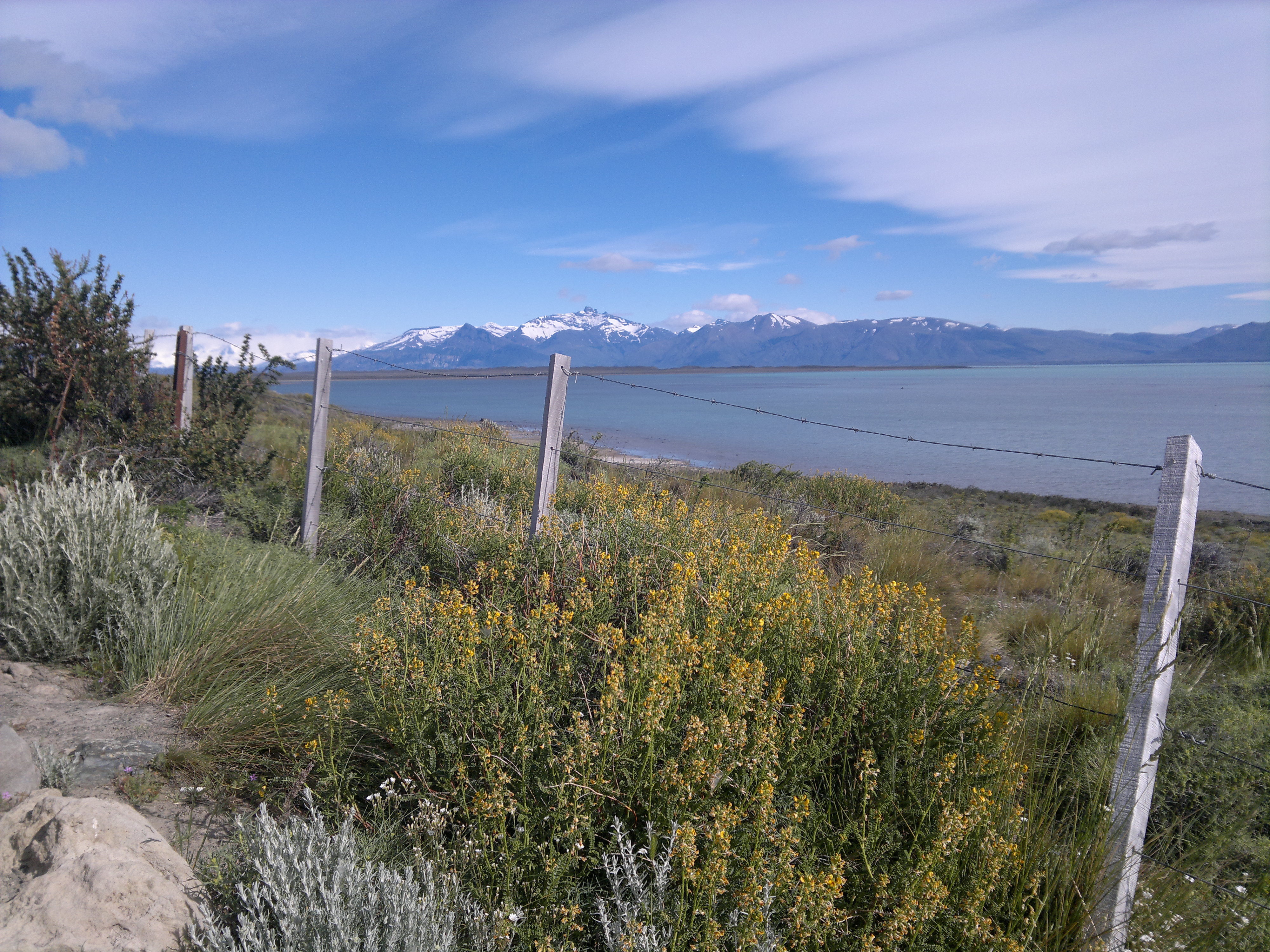
Le lac Argentino vu depuis la route qui traverse le parc national Los Glaciares.
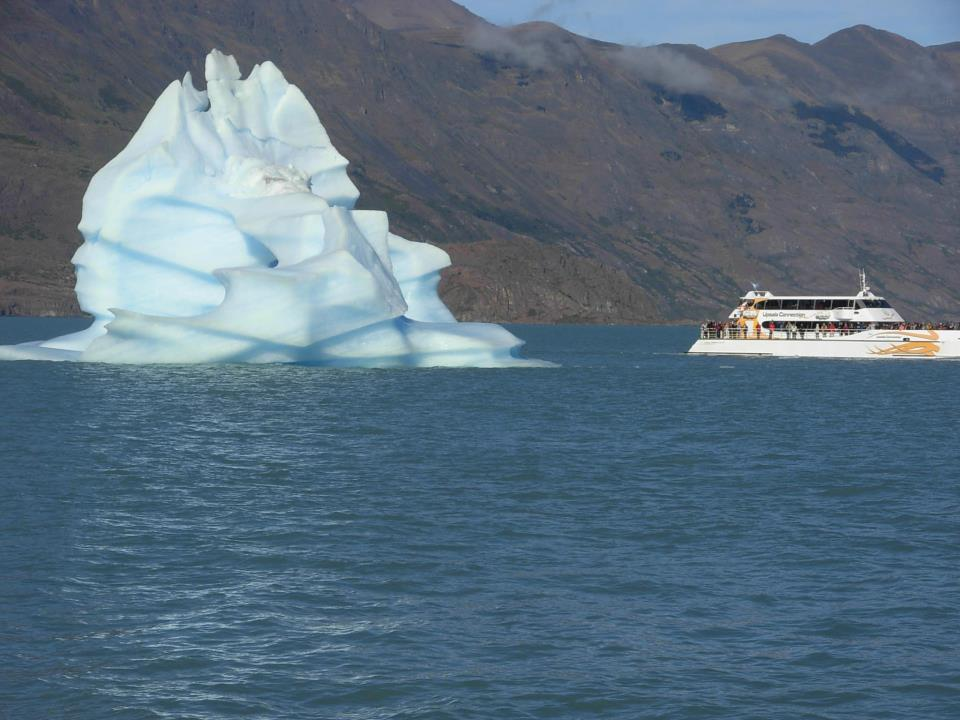
Iceberg et embarcation destinée aux touristes sur le lac Argentino.

### Glaciers

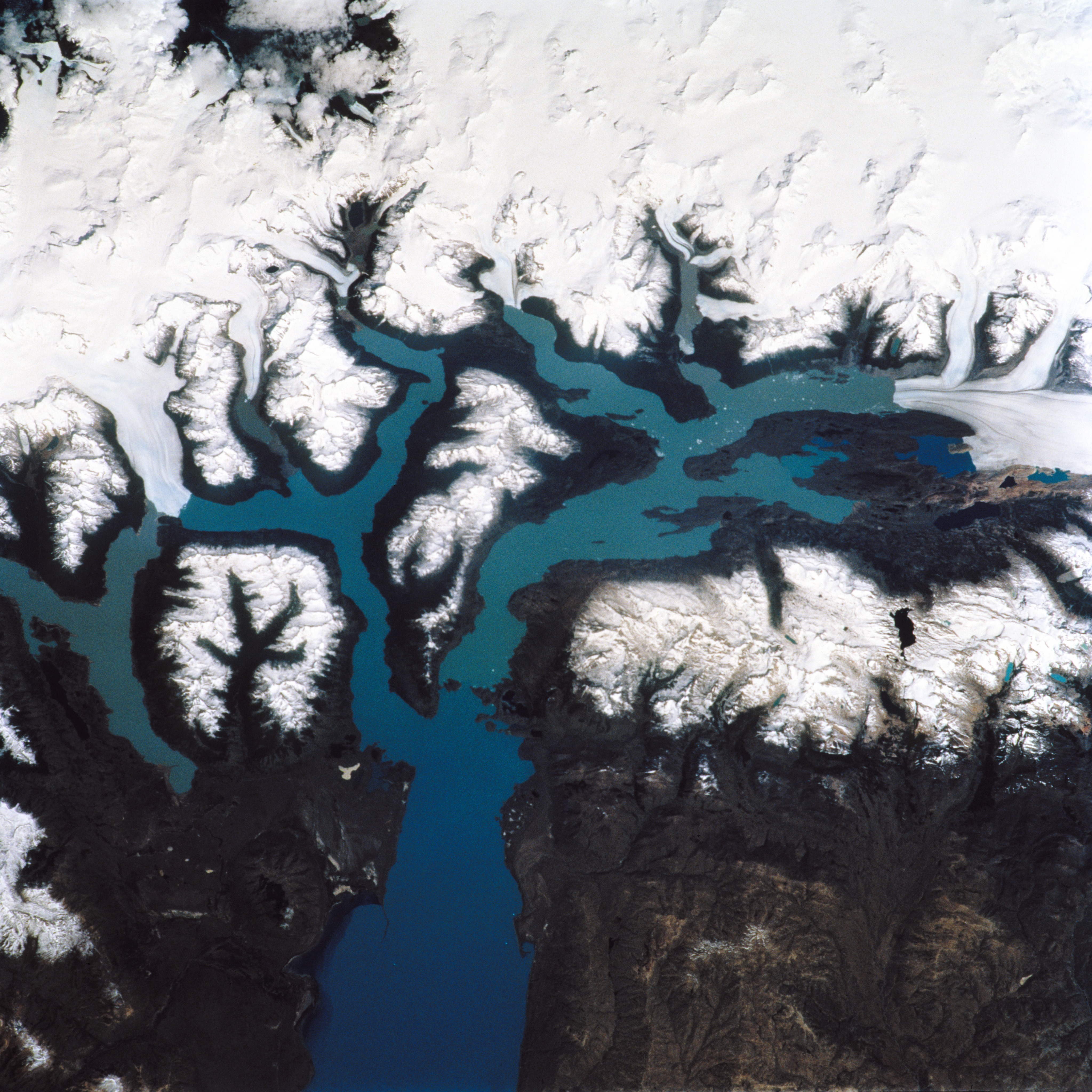
Vue satellite partielle du lac Argentino (partie occidentale) avec différents glaciers plongeant dans les bras du lac.
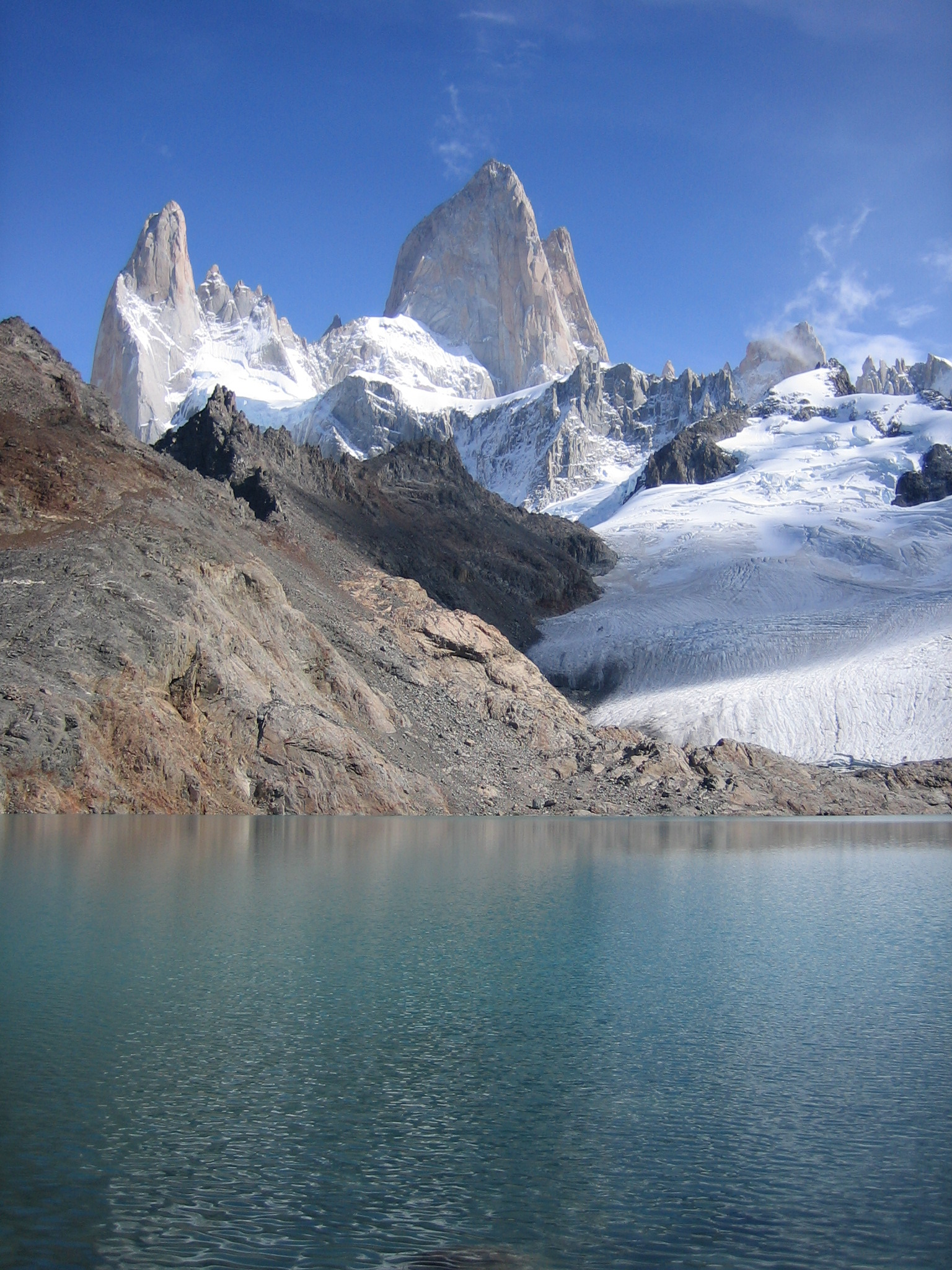
Le mont Fitz Roy.
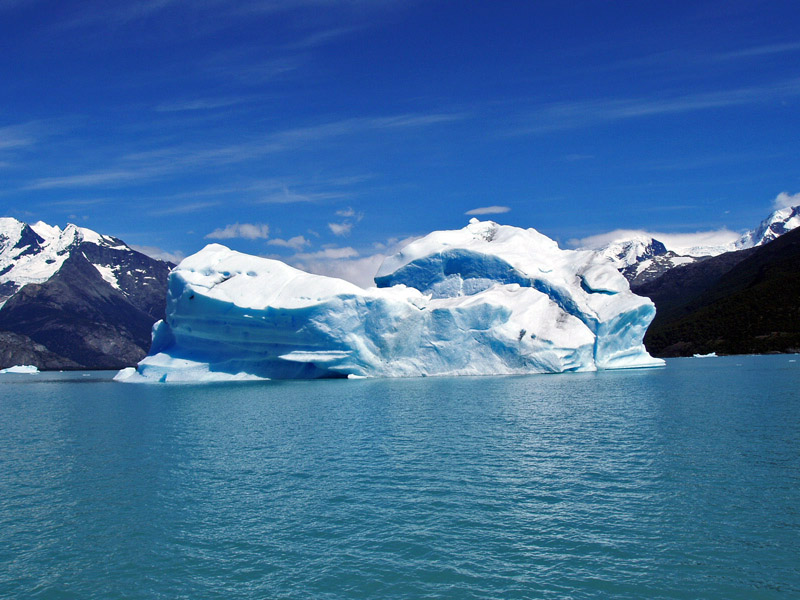
Iceberg sur le lac Argentino.
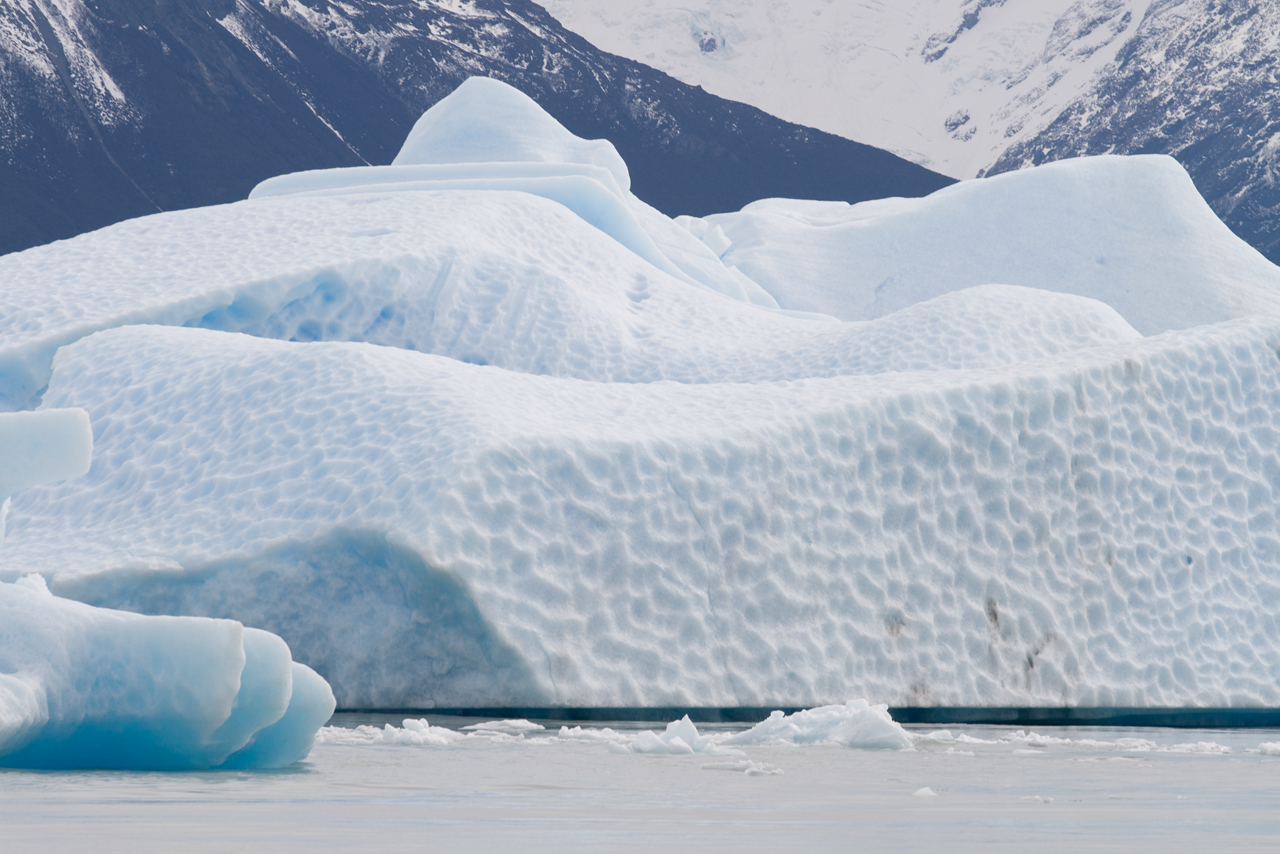
Iceberg flottant sur le lac Argentino près du glacier Upsala.
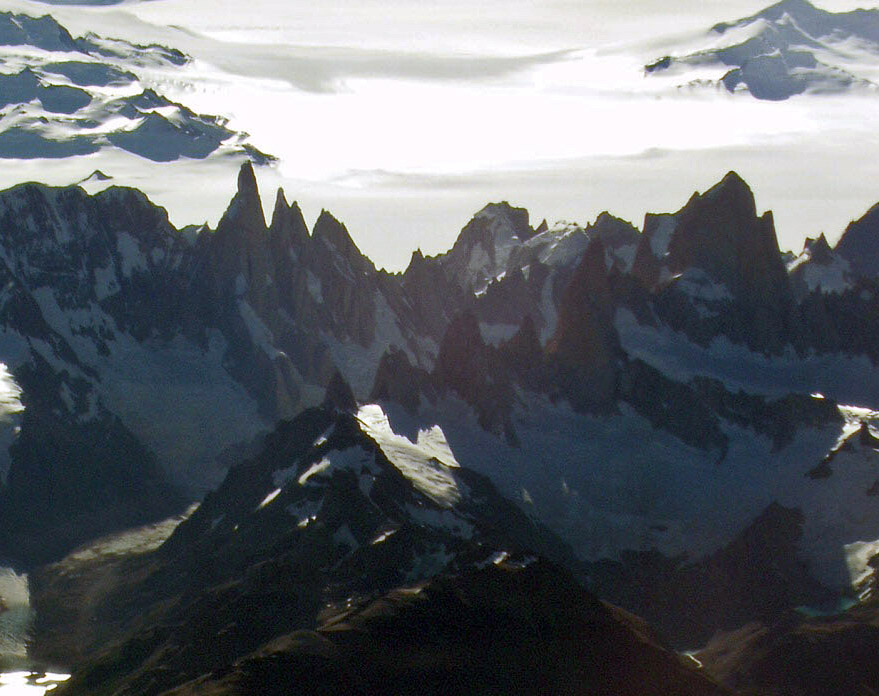
Vue aérienne du Cerro Torre (gauche) et du mont Fitz Roy.
Un pan du glacier Spegazzini se détachant.

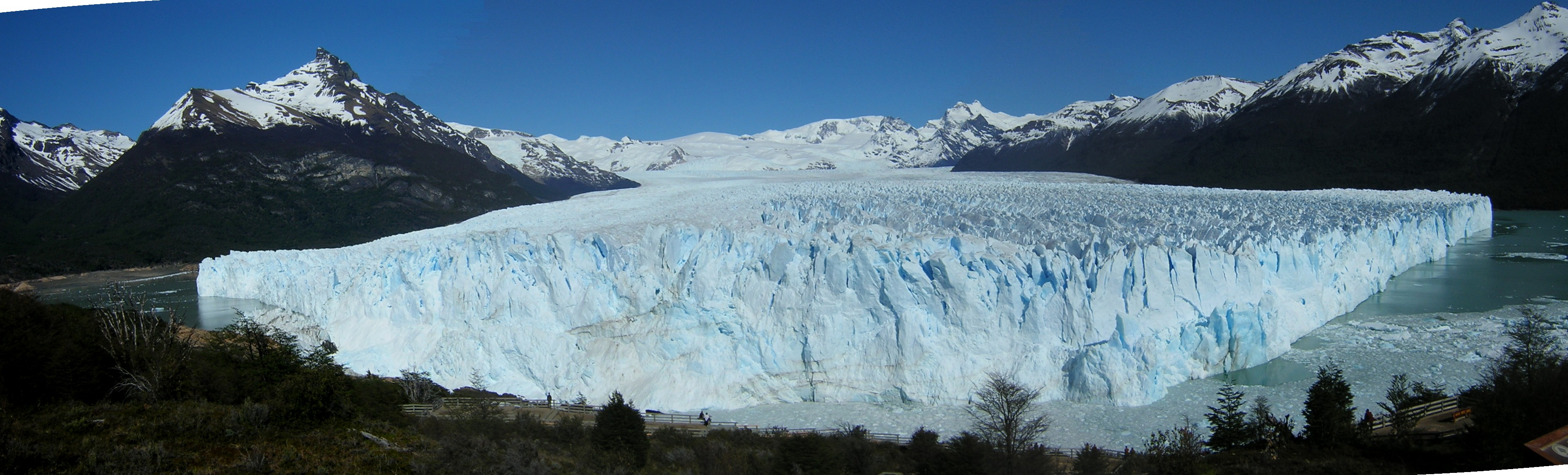
Le glacier Perito Moreno plongeant dans le lac Argentino. Le front du glacier fait 5000 mètres de longueur, sa hauteur est de 170 mètres dont 74 mètres sont émergés. Il avance d'environ deux mètres par jour (700 mètres par an). Il n'est pas en recul.